# Mini Hatch
För andra betydelser, se Mini (olika betydelser).
Mini Hatch (stiliserat MINI hatch, eller MINI Hardtop i USA), även känd som Mini Cooper, Mini One, eller endast Mini, är en tre-dörrars halvkombi tillverkad av BMW:s varumärke Mini, först introducerad i slutet av år 2000, den andra generationen 2006, och den tredje generationen 2014. En cabrioletversion lanserades 2004, med den andra generationen 2008.
Tillverkning sker i Oxford i England och sedan juli 2014 av NedCar i Born i Nederländerna.

## Generation 1
År 2001 presenterades en ny och modern efterföljare till den klassiska Mini, som tillverkades under åren 1959–2000 i över 5 miljoner exemplar. Den första generationen av New MINI fanns i utförandena MINI One, MINI One D, MINI Cooper, MINI Cooper S och MINI Cabrio. Tillverkningen upphörde för de täckta bilarna i oktober 2006 och för cabrioletmodellerna i augusti 2008.
Modellen utvecklades som ett samarbetsprojekt mellan bilföretaget Rover i Gaydon och av BMW i München åren 1995–2001. Den designades av amerikanen Frank Stephenson. De två designgrupperna hade dock olika uppfattning i vad för sorts bil som man tog fram. Rover eftersträvade en ekonomisk bil medan BMW förordade en liten, sportig bil. BMW tog 1999 över kontrollen av hela projektet och när BMW sålde Rover 2000 valde man att behålla MINI och produktionen flyttades till fabriken i Cowley i Oxford.

### Lansering och marknadsföring
Volymtillverkning av MINI startade i april 2001 och märket hade premiär under juli månad samma år i England. I övriga Europa släpptes bilarna på marknaden i september 2001, följt av USA i mars 2002. Marknadsföringen i USA sköttes av reklambyrån Crispin, Porter + Bogusky och deras marknadsföring av MINI under namnet "Let's motor" blev uppmärksammad i bland annat utbildningssammanhang.

### Modellvarianter
Den första generationen av MINI tillverkades från början endast som tredörrars halvkombi (på engelska kallad Hardtop eller Hatchback) men i samband med en facelift i juli 2004 introducerades även en tvådörrars cabriolet kalladCabrio. Både karosserna kunde från år 2001 fås med olika utrustning i två olika utföranden vilket senare ökades till fyra: Basserien MINI One, dieselmodellen MINI One D, mellanmodellen MINI Cooper och sportmodellen MINI Cooper S. Under det sista modellåret (2006)  för första generationens MINI byggde firman Bertone i Italien modellen MINI Cooper S John Cooper Works GP kit i en begränsad och numrerad upplaga om 2000 exemplar.
De olika modellerna har dessutom en modellkod som förklarar vilken modell det handlar om:
- R50 (2001-2006) – One/OneD/Cooper Hatchback
- R52 (2004-2008) – One/Cooper/Cooper S Cabrio
- R53 (2002-2006) – Cooper S/JCW/JCW GP Hatchback

Namnet "Cooper" härstammar från engelsmannen John Cooper, som tillsammans med sin far grundade Formel 1-stallet Cooper. Modellen Cooper S känns igen på sitt scoop i motorhuven och att motorn är utrustad med en Roots-kompressor.

### Motor och växellåda
Första generationens bensinmotorer tillverkades i samtliga utföranden av Tritec Motors i Brasilien och dieselmotorn tillverkades av Toyota.
| Bensinmodeller                   | Bensinmodeller                                  | Bensinmodeller | Bensinmodeller                     | Bensinmodeller            | Bensinmodeller    |
| Modell                           | Motortyp                                        | Cylindervolym  | Effekt                             | Vridmoment                | Produktionsperiod |
| -------------------------------- | ----------------------------------------------- | -------------- | ---------------------------------- | ------------------------- | ----------------- |
| Mini One (Portugal och Grekland) | 1,4 liter, 4 cylindrar, 16 ventiler             | 1397 cm3       | 55 kW (75 hk) vid 5 500 varv/min   | 122 Nm vid 3 000 varv/min | 2001 – 2006       |
| Mini One                         | 1,6 liter, 4 cylindrar, 16 ventiler             | 1598 cm3       | 66 kW (90 hk) vid 5 500 varv/min   | 140 Nm vid 3 000 varv/min | 2001 – 2006       |
| Mini Cooper                      | 1,6 liter, 4 cylindrar, 16 ventiler             | 1598 cm 3      | 86 kW (116 hk) vid 6 000 varv/min  | 149 Nm vid 4 500 varv/min | 2001 – 2006       |
| Mini Cooper S                    | 1,6 liter, kompressor, 4 cylindrar, 16 ventiler | 1598 cm 3      | 120 kW (163 hk) vid 6 000 varv/min | 210 Nm vid 4 000 varv/min | 2002 – 2004       |
| Mini Cooper S                    | 1,6 liter, kompressor, 4 cylindrar, 16 ventiler | 1598 cm 3      | 125 kW (170 hk) vid 6 000 varv/min | 220 Nm vid 4 000 varv/min | 2004 – 2006       |
| Mini Cooper S JCW                | 1,6 liter, kompressor, 4 cylindrar, 16 ventiler | 1598 cm 3      | 154 kW (210 hk) vid 6 950 varv/min | 245 Nm vid 4 500 varv/min | 2005 – 2006       |
| Mini Cooper S JCW GP             | 1,6 liter, kompressor, 4 cylindrar, 16 ventiler | 1598 cm 3      | 160 kW (218 hk) vid 7 100 varv/min | 250 Nm vid 4 600 varv/min | 2006              |
| Dieselmodeller                   |                                                 |                |                                    |                           |                   |
| Mini One D                       | 1,4 liter, 4 cylindrar, Common rail turbodiesel | 1364 cm 3      | 55 kW (75 hk) vid 4 000 varv/min   | 180 Nm vid 2 000 varv/min | 2003 – 2005       |
| Mini One D                       | 1,4 liter, 4 cylindrar, Common rail turbodiesel | 1364 cm 3      | 65 kW (88 hk) vid 3 800 varv/min   | 190 Nm vid 1 800 varv/min | 2005 – 2006       |

Växellådorna tillverkades av GETRAG och var 5-växlad (modell 252) i modellerna MINI One och MINI Cooper. MINI One D och MINI Cooper S-modellerna hade en 6-växlad låda (GETRAG modell 285) eller en 6-växlad automatisk växellåda från samma tillverkare.

### Bildgalleri 1:a generationen

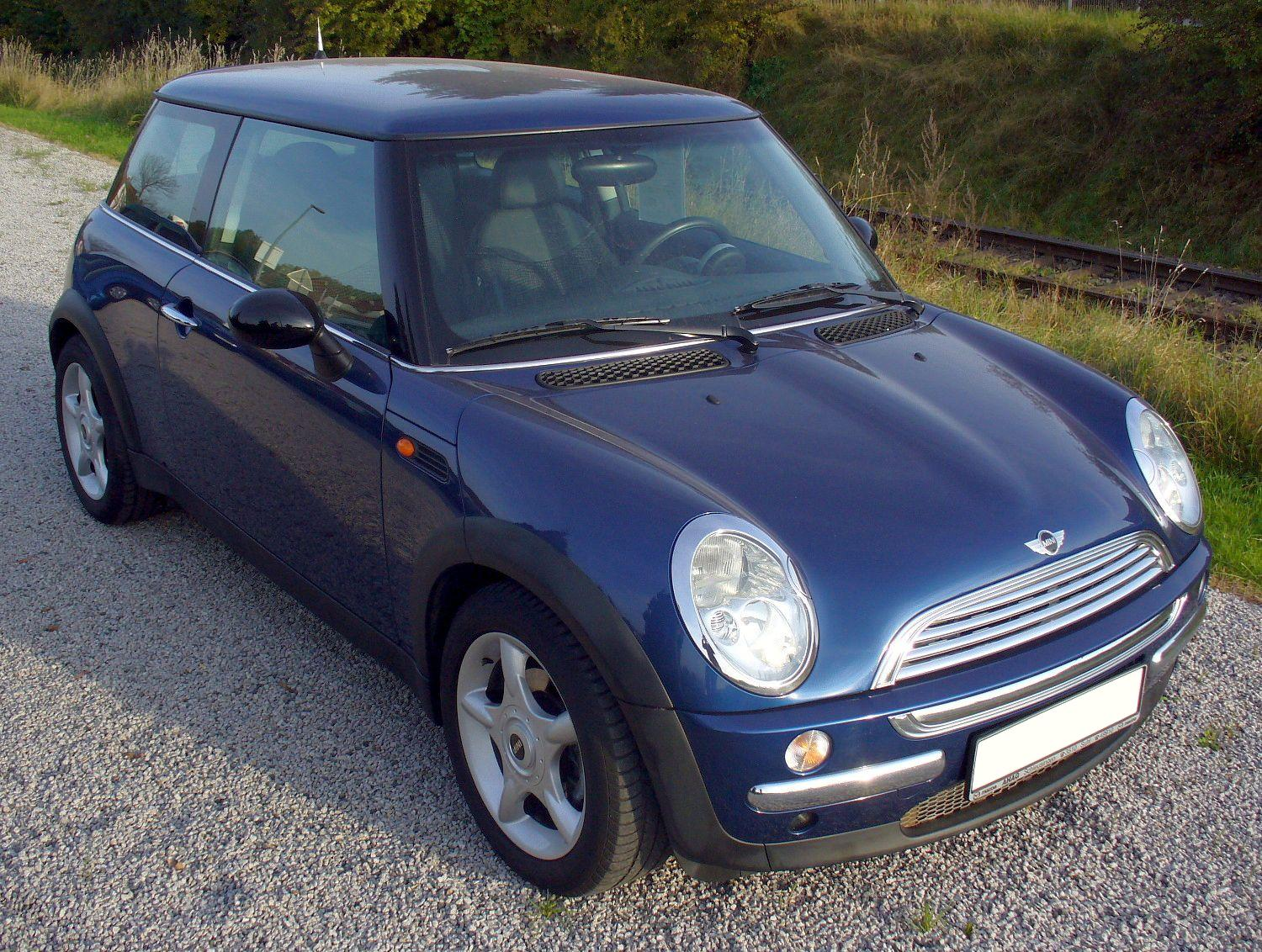
MINI Cooper 2001–2004
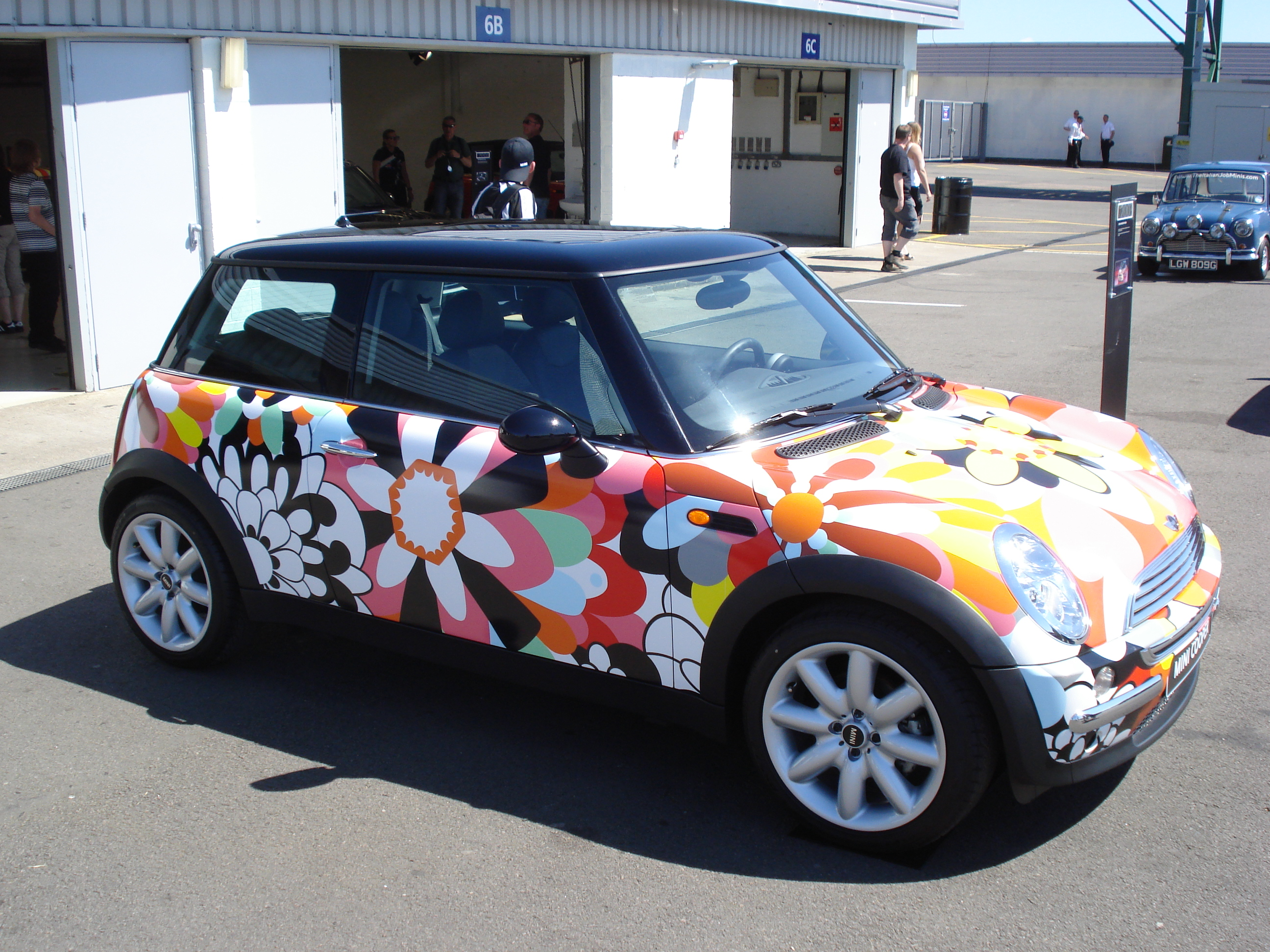
MINI Cooper Missoni 2003
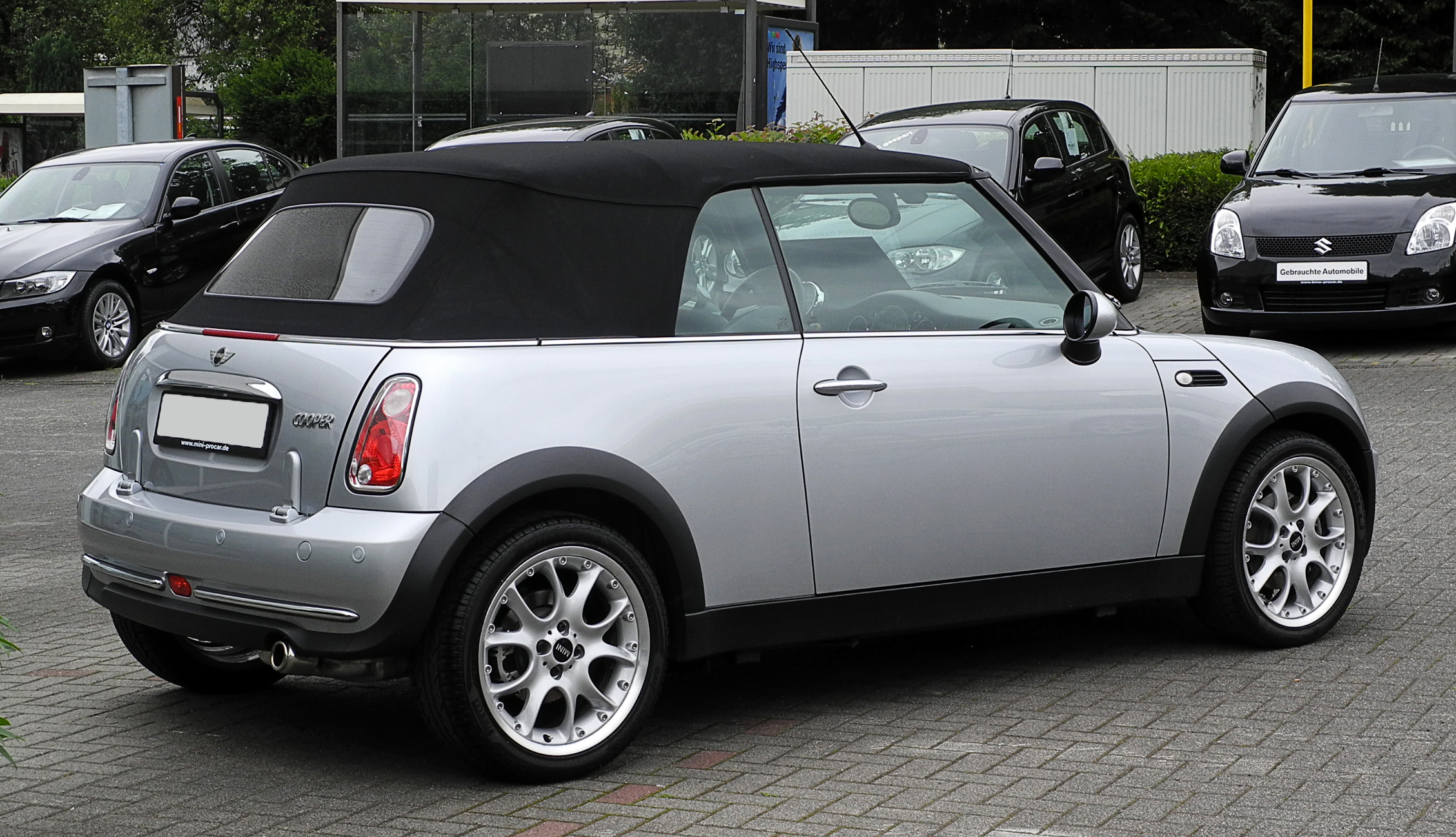
MINI Cooper Cabrio 2004
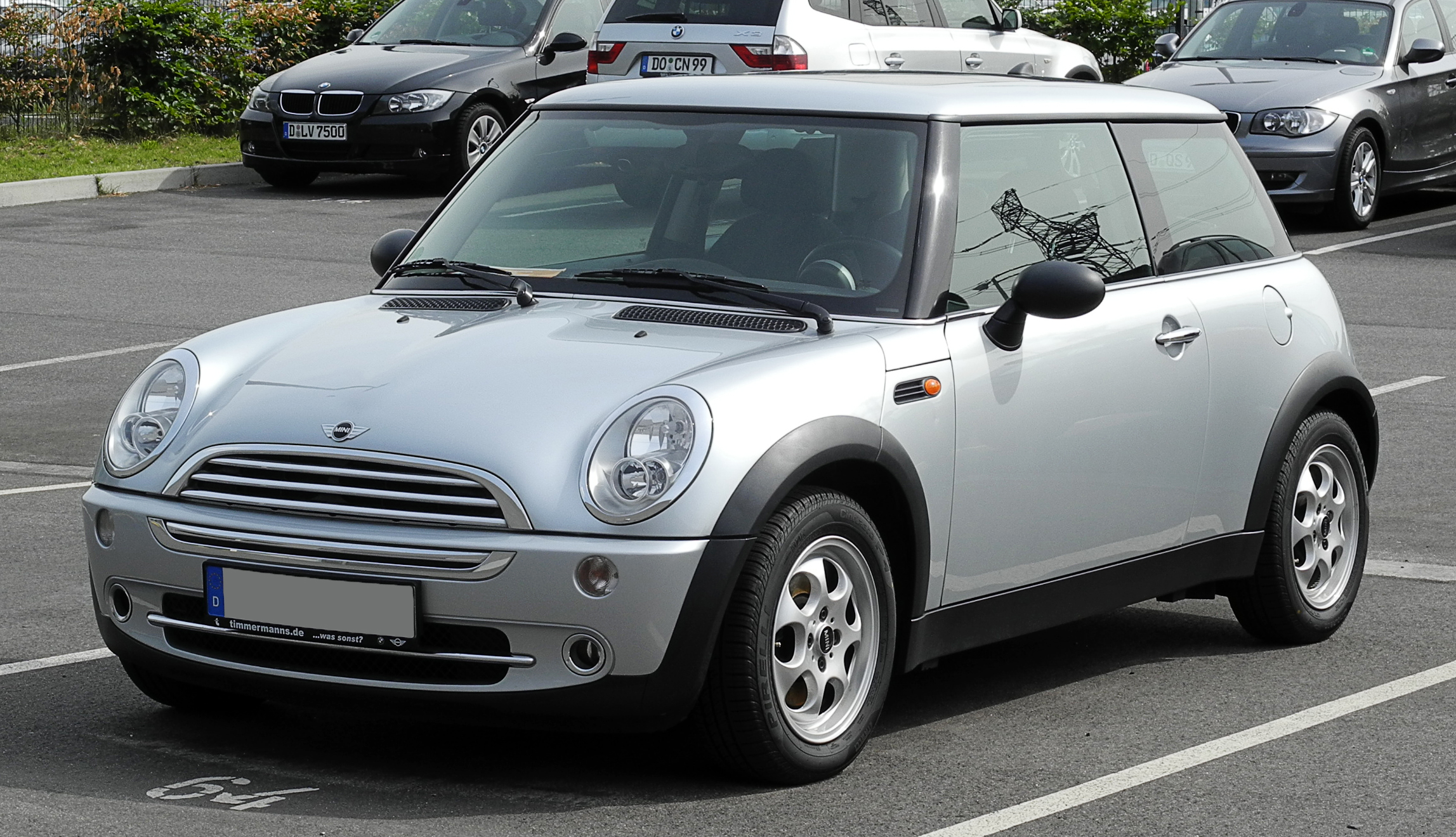
MINI One 2005–2006 med 15-tums Seven Holes-fälgar
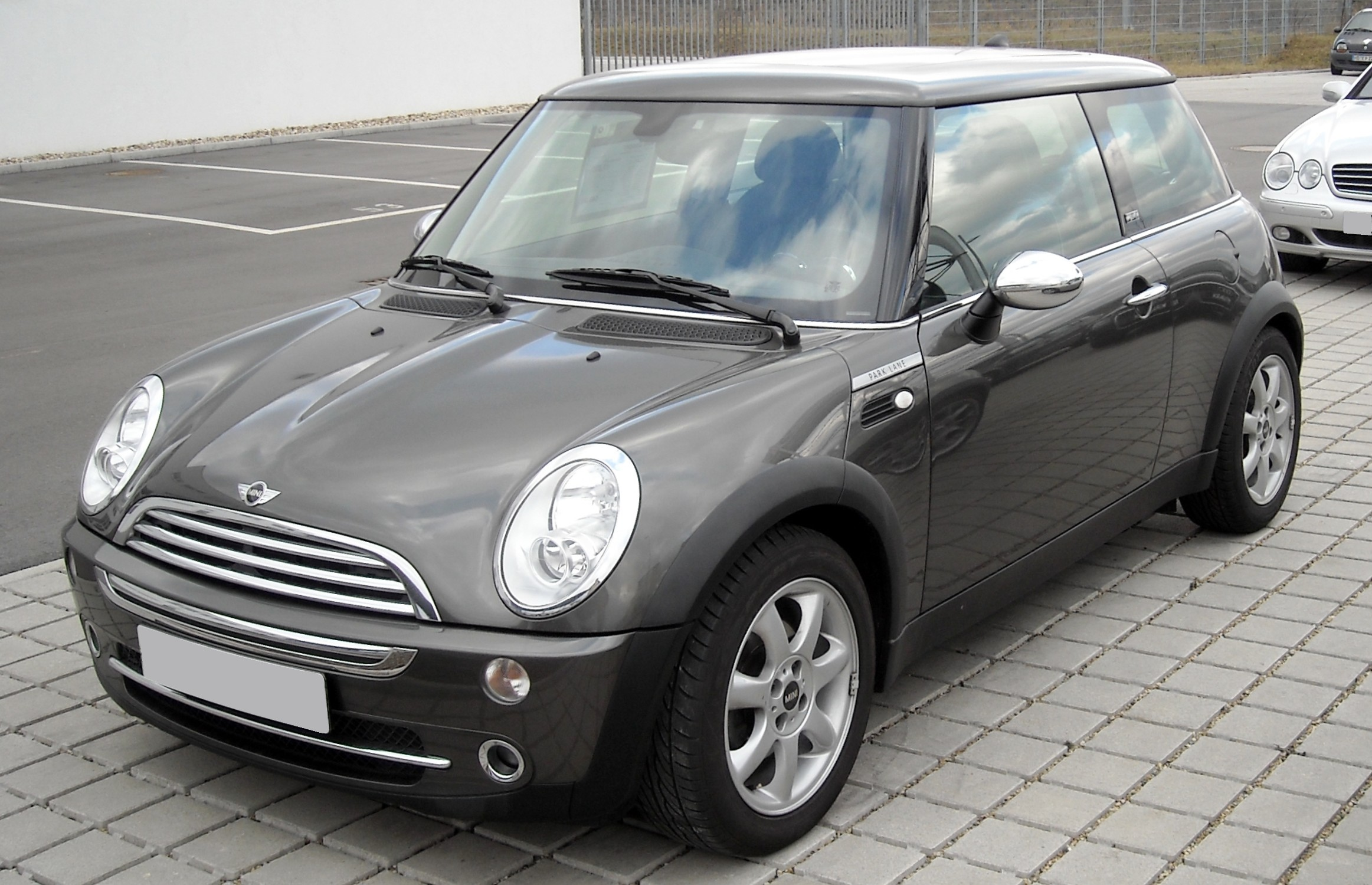
MINI One Park Lane 2005-2006
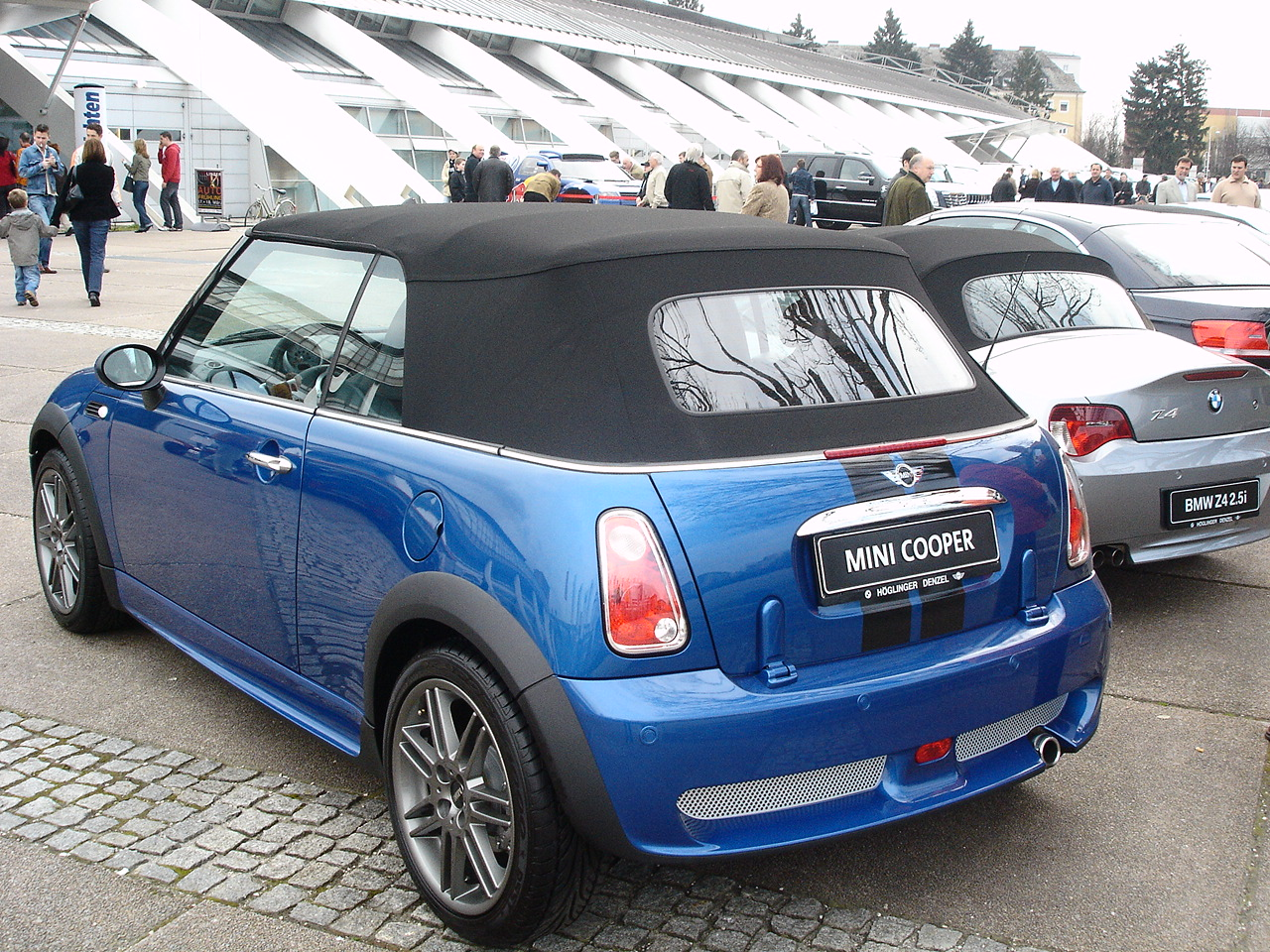
MINI Cooper Cabrio 2005-2006
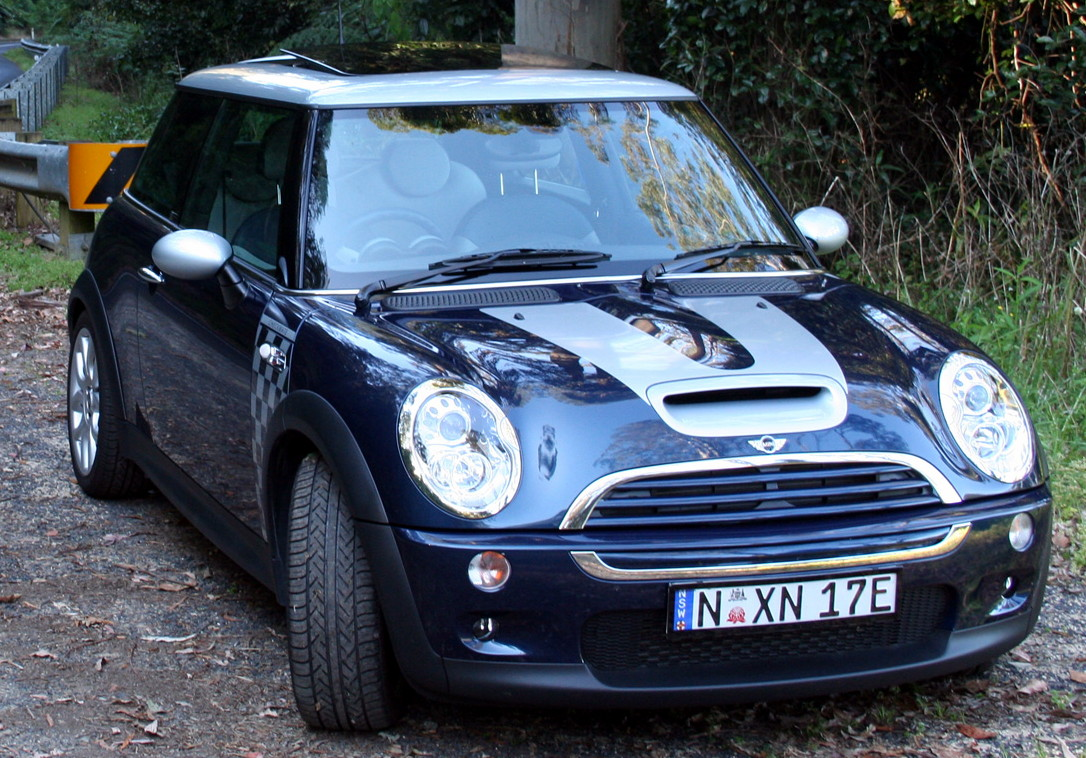
MINI Cooper S Checkmate 2006 (Australien)
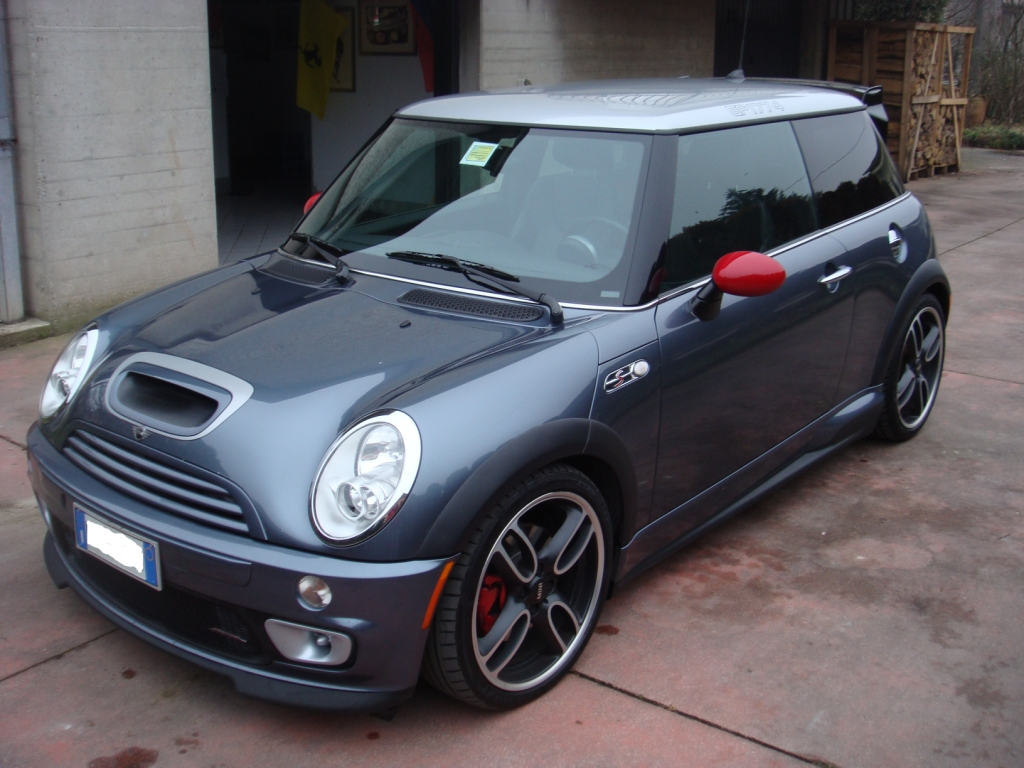
MINI Cooper S John Cooper Works GP kit 2006 (Italien)
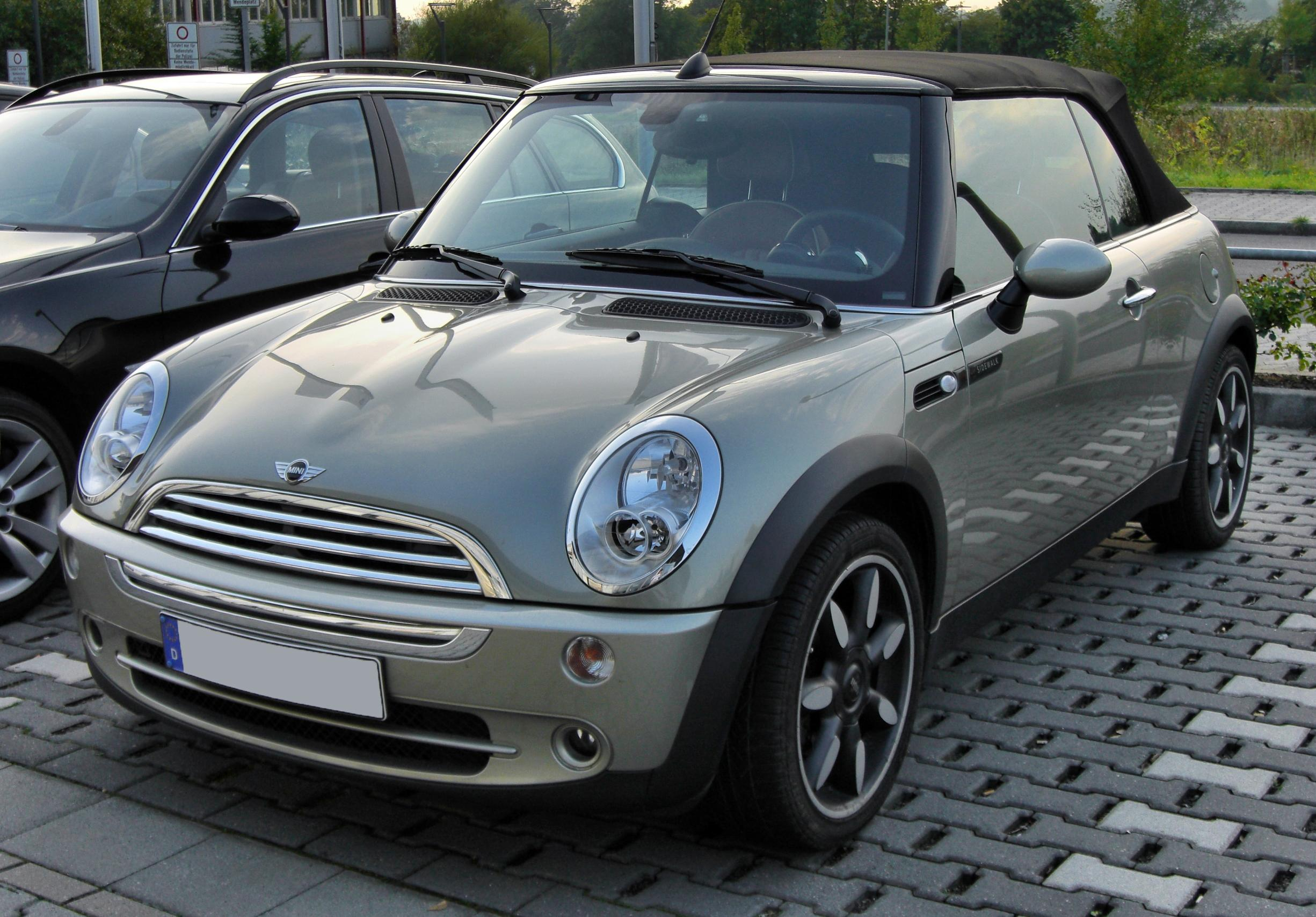
MINI Cooper Cabrio Sidewalk 2007 (Tyskland)

## Generation 2
Den andra generationen av MINI introducerades i november 2006 av BMW. Trots att generation två är mycket lik föregående generation är det en helt nykonstruerad modell. Det som skiljer den andra generationen från sin föregångare är bland annat längre hjulbas och bredare spårvidd samt en nyutvecklad motor som är mer kostnadseffektiv och bränslesnål. Sex krockkuddar och sexväxlad låda blev standard.

### Modellvarianter
De första modellerna som fanns att tillgå var MINI Cooper (120 hk) och MINI Cooper S (175 hk), men sedan dess har modellutbudet successivt utökats. Under år 2007 kom de båda modellerna MINI One (95 hk) och MINI Cooper D (110 hk) och i augusti 2008 MINI Cooper John Cooper Works (211 hk). I början av år 2009 fick MINI One en ny motor på 75 hk samtidigt som man presenterade MINI One D (90 hk). År 2010 presenterade man ekonomimodellen MINI One Minimalist (75-98 hk) och samtliga motormodeller utom den minsta 75-hästaren fick uppdaterade prestanda. År 2011 introducerades MINI Cooper SD (143 hk). 

### Karossvarianter
Från början var det endast nydesignade Hatchback-modeller som fanns att tillgå (modellkod R56) samtidigt som produktionen av modellen R52 (MINI Cabrio) fortsatte, men under 2008 tillkom en kombi under namnet MINI Clubman (modellkod R55), vilken hade 80 mm längre hjulbas än tidigare modeller. Tidigt 2009 introducerades så även en ny cabrioletmodell (modellkod R57). Modellutbudet utökades i slutet av 2010 med en SUV betecknad MINI Countryman (modellkod R60). I slutet av samma år gjordes även en facelift på det övriga modellprogrammet som började säljas som årsmodell 2011. En tvåsitsig MINI Coupé (modellkod R58) introducerades hösten 2011 och året efter kom en öppen version av modellen kallad MINI Roadster (modellkod R59). En tre-dörrars variant av SUV-konceptet började säljas 2012 under namnet MINI Paceman (modellkod R61). Det senaste tillskottet i modellutbudet (2013) är MINI Clubvan samt att man i början av 2013 släppte en begränsad upplaga av MINI John Cooper Works GP på totalt 2000 exemplar över hela världen.

### Motorer
Andra generationens bensinmotorer har utvecklats tillsammans med PSA Peugeot Citroën och tillverkas av BMW i Hams Hall i England. De tidigare dieselmotorerna från Toyota övergavs till förmån för 1,6 liters Peugeot HDi-motorer medan tvålitersmotorn i Cooper SD är en BMW-produkt.
| Bensinmodeller            | Bensinmodeller                                        | Bensinmodeller | Bensinmodeller                     | Bensinmodeller            | Bensinmodeller    |
| Modell                    | Motortyp                                              | Cylindervolym  | Effekt                             | Vridmoment                | Produktionsperiod |
| ------------------------- | ----------------------------------------------------- | -------------- | ---------------------------------- | ------------------------- | ----------------- |
| MINI One                  | 1,4 liter, 4 cylindrar, 16 ventiler                   | 1397 cm3       | 55 kW (75 hk) vid 5 500 varv/min   | 120 Nm vid 2 500 varv/min | 2009 – 2014       |
| MINI One                  | 1,4 liter, 4 cylindrar, 16 ventiler                   | 1397 cm3       | 70 kW (95 hk) vid 6 000 varv/min   | 140 Nm vid 4 000 varv/min | 2007 – 2010       |
| MINI One Minimalist       | 1,6 liter, 4 cylindrar, 16 ventiler                   | 1598 cm3       | 55 kW (75 hk) vid 6 000 varv/min   | 140 Nm vid 4 000 varv/min | 2010 – 2014       |
| MINI One Minimalist       | 1,6 liter, 4 cylindrar, 16 ventiler                   | 1598 cm3       | 72 kW (98 hk) vid 6 000 varv/min   | 153 Nm vid 3 000 varv/min | 2010 – 2014       |
| MINI Cooper               | 1,6 liter, 4 cylindrar, 16 ventiler                   | 1598 cm 3      | 88 kW (120 hk) vid 6 000 varv/min  | 160 Nm vid 4 250 varv/min | 2006 – 2010       |
| MINI Cooper               | 1,6 liter, 4 cylindrar, 16 ventiler                   | 1598 cm 3      | 90 kW (122 hk) vid 6 000 varv/min  | 160 Nm vid 4 250 varv/min | 2010 – 2014       |
| MINI Cooper S             | 1,6 liter, Twin-Scrollturbo, 4 cylindrar, 16 ventiler | 1598 cm 3      | 128 kW (175 hk) vid 5 500 varv/min | 240 Nm vid 5 000 varv/min | 2006 – 2010       |
| MINI Cooper S             | 1,6 liter, Twin-Scrollturbo, 4 cylindrar, 16 ventiler | 1598 cm 3      | 135 kW (184 hk) vid 5 500 varv/min | 240 Nm vid 5 000 varv/min | 2010 – 2014       |
| MINI John Cooper Works    | 1,6 liter, Twin-Scrollturbo, 4 cylindrar, 16 ventiler | 1598 cm 3      | 155 kW (211 hk) vid 6 000 varv/min | 260 Nm vid 5 600 varv/min | 2008 – 2014       |
| MINI John Cooper Works GP | 1,6 liter, Twin-Scrollturbo, 4 cylindrar, 16 ventiler | 1598 cm 3      | 160 kW (218 hk) vid 6 000 varv/min | 280 Nm vid 5 750 varv/min | 2013 – 2014       |
| Dieselmodeller            |                                                       |                |                                    |                           |                   |
| MINI One D                | 1,6 liter, 4 cylindrar, Common rail turbodiesel       | 1560 cm 3      | 66 kW (90 hk) vid 4 000 varv/min   | 215 Nm vid 2 000 varv/min | 2009 – 2014       |
| MINI Cooper D             | 1,6 liter, 4 cylindrar, Common rail turbodiesel       | 1560 cm 3      | 80 kW (109 hk) vid 4 000 varv/min  | 240 Nm vid 2 000 varv/min | 2007 – 2011       |
| MINI Cooper D             | 1,6 liter, 4 cylindrar, Common rail turbodiesel       | 1560 cm 3      | 82 kW (112 hk) vid 4 000 varv/min  | 270 Nm vid 2 250 varv/min | 2011 – 2014       |
| MINI Cooper SD            | 2,0 liter, 4 cylindrar, Common rail turbodiesel       | 1995 cm 3      | 105 kW (143 hk) vid 4 000 varv/min | 305 Nm vid 2 700 varv/min | 2011 – 2014       |

### Bildgalleri 2:a generationen

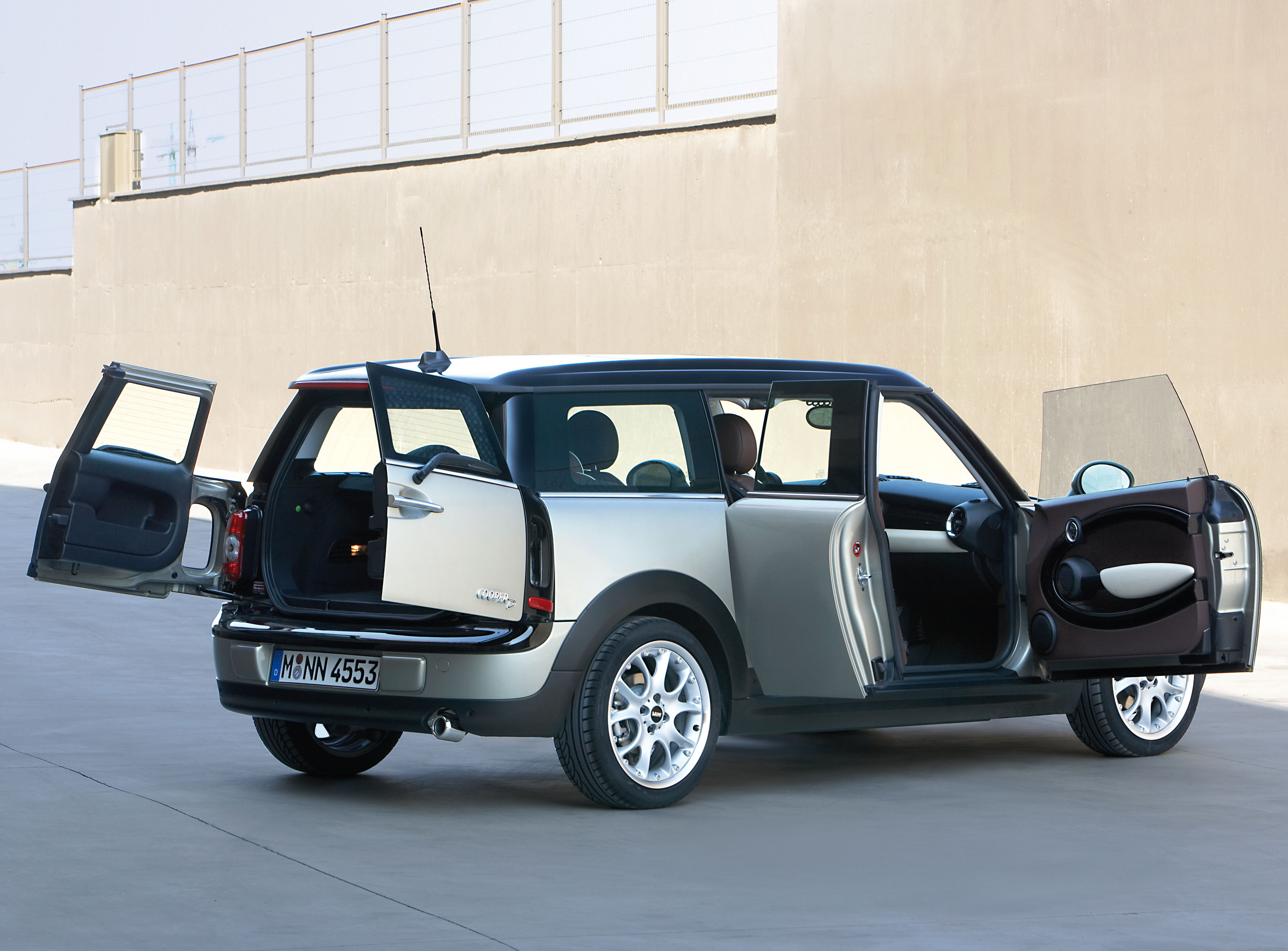
MINI Cooper D Clubman 2008
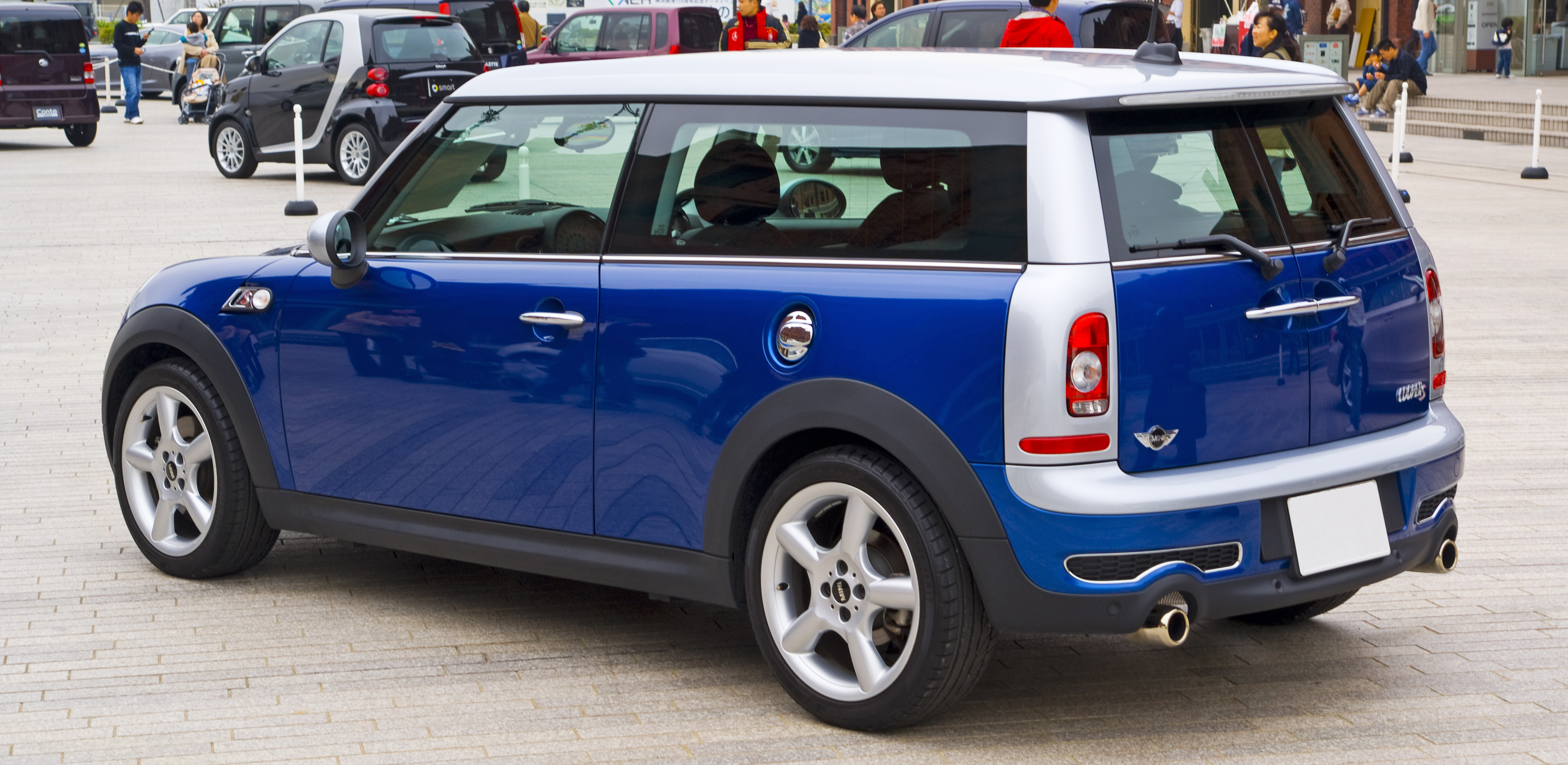
MINI Cooper S Clubman 2008 (Japan)
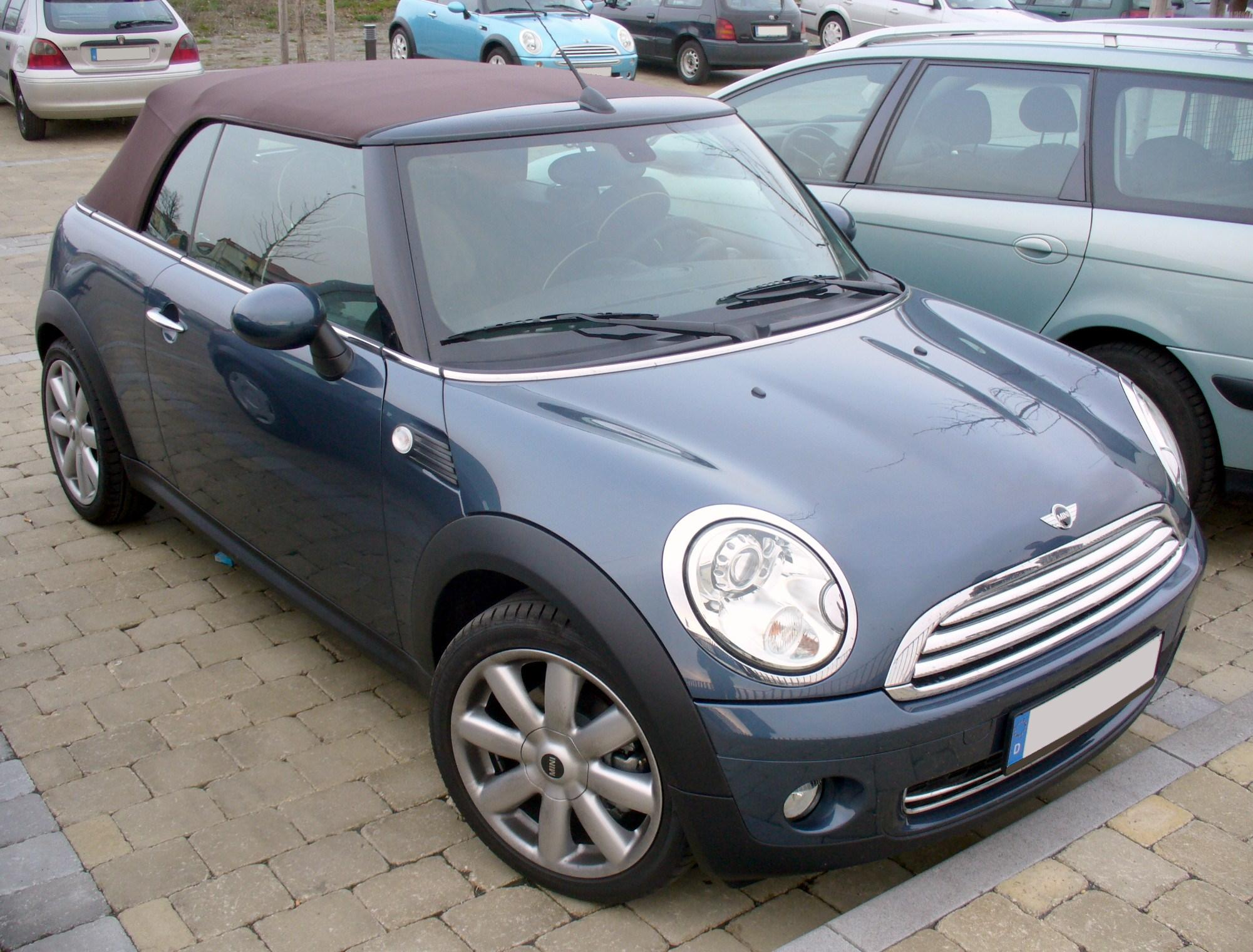
MINI Cooper Cabrio 2009- (Tyskland)
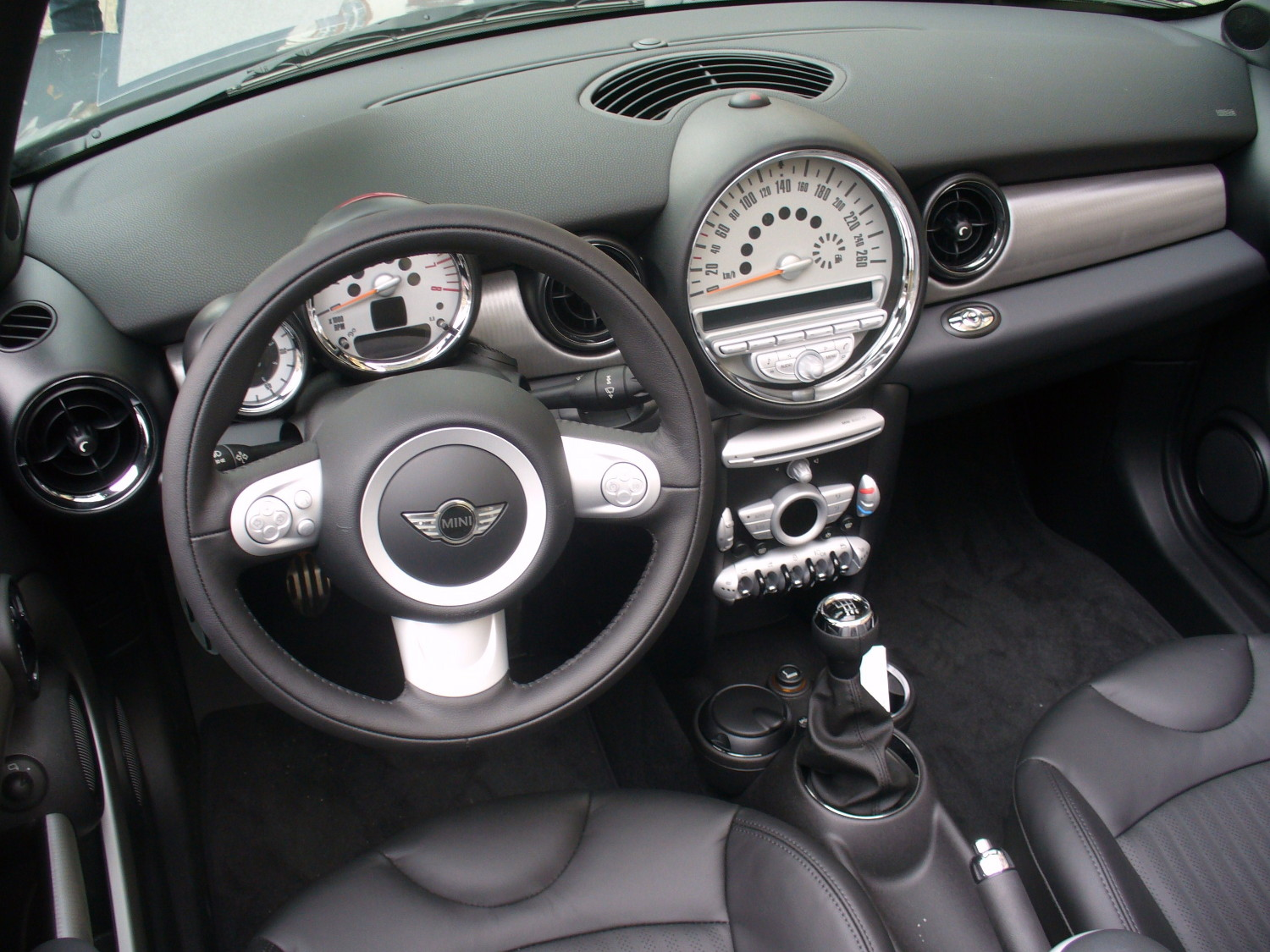
Instrumentpanel MINI Cooper S Cabrio 2009-
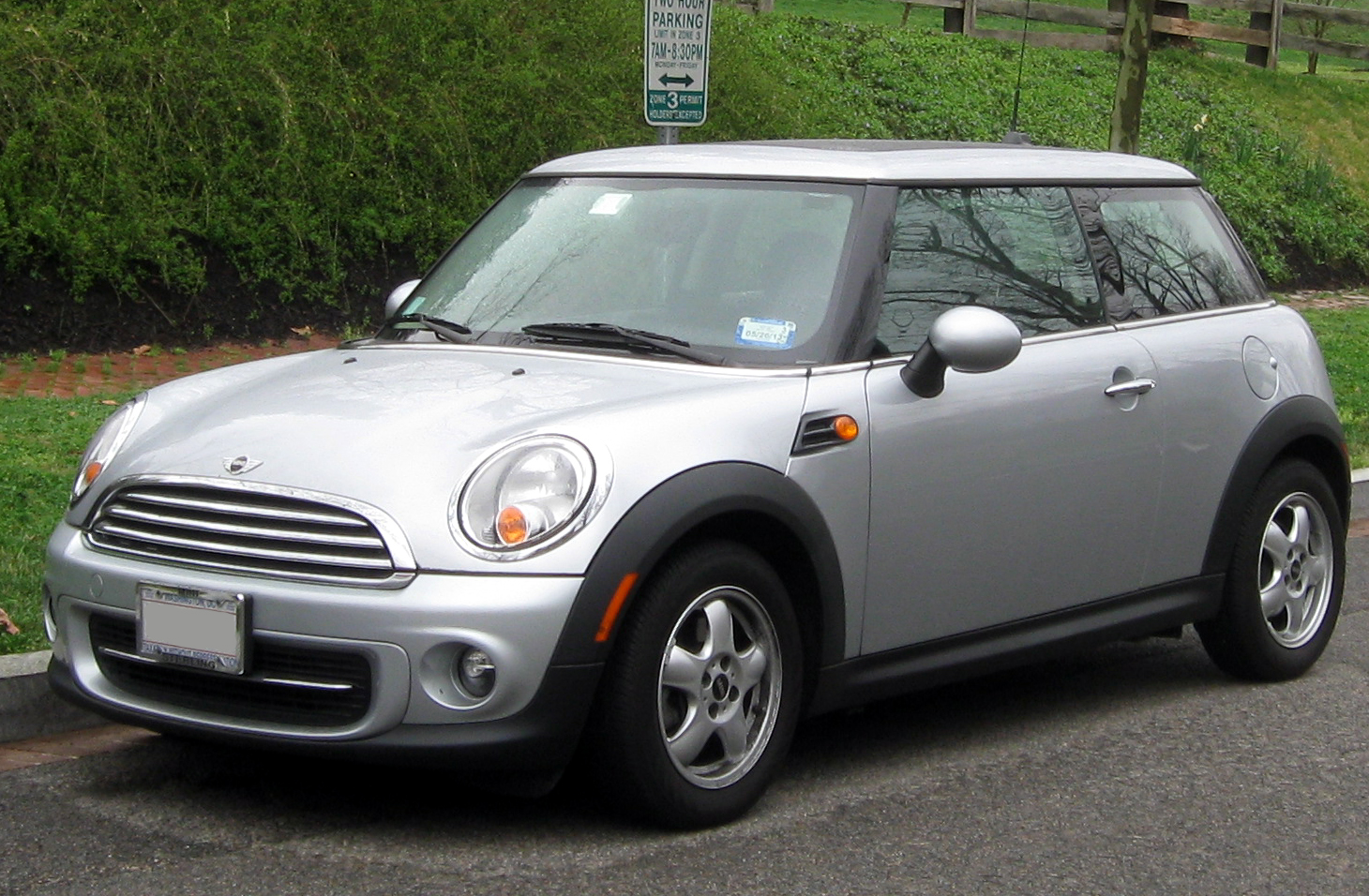
MINI Cooper 2011- (USA)
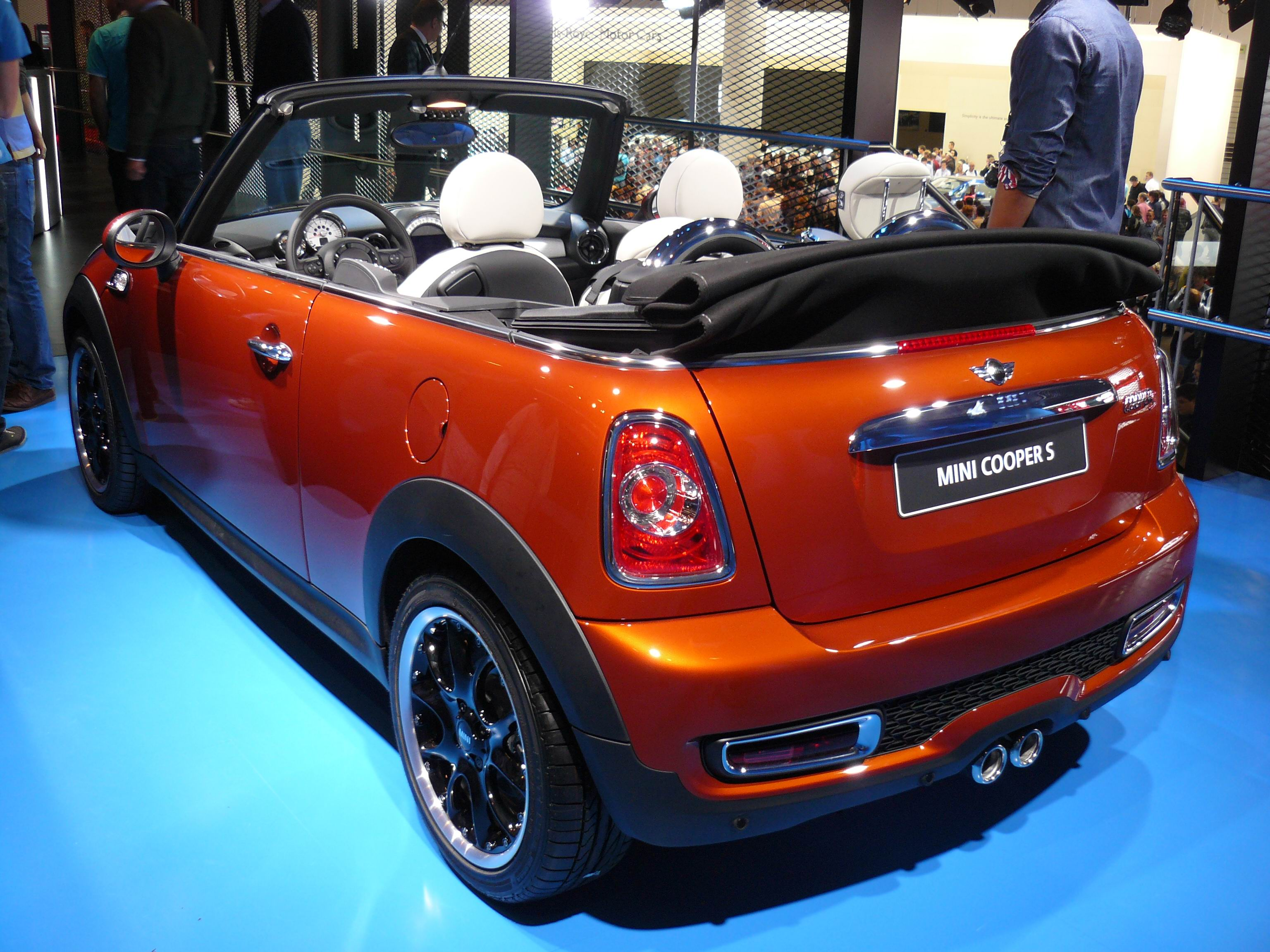
MINI Cooper S Cabrio 2011
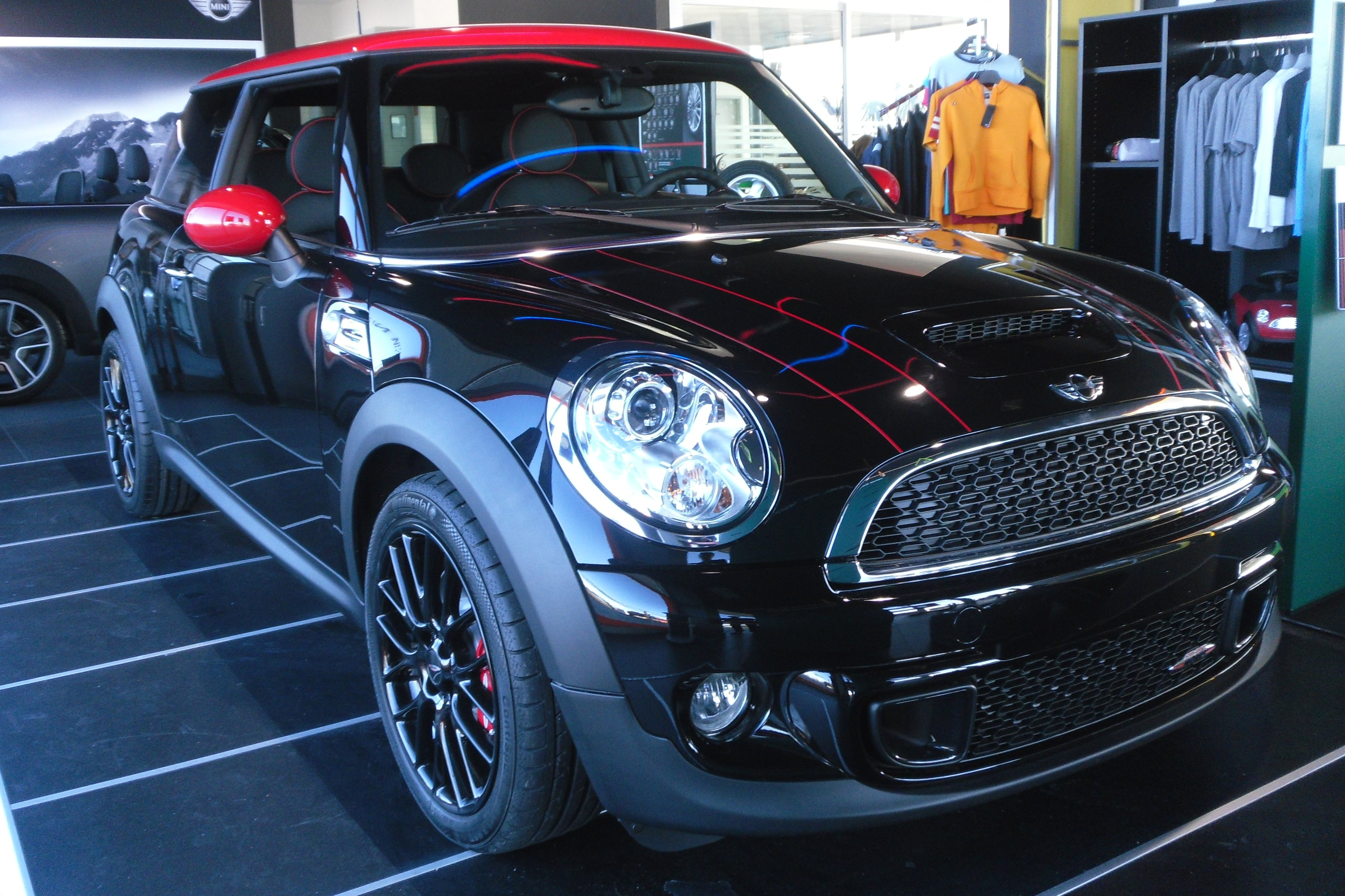
MINI John Cooper Works 2011
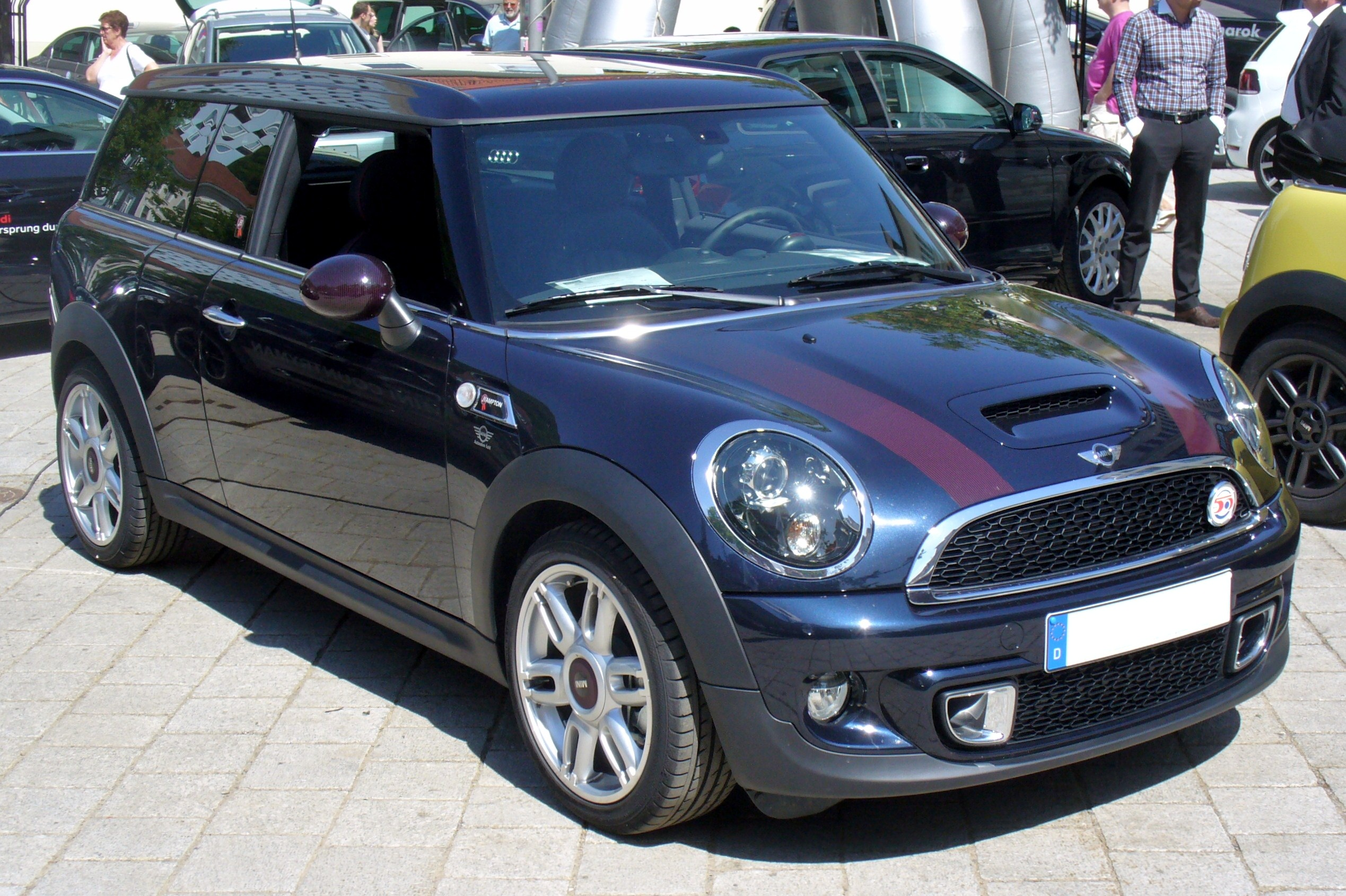
MINI Cooper S Clubman 50 Hampton 2011 (Tyskland)
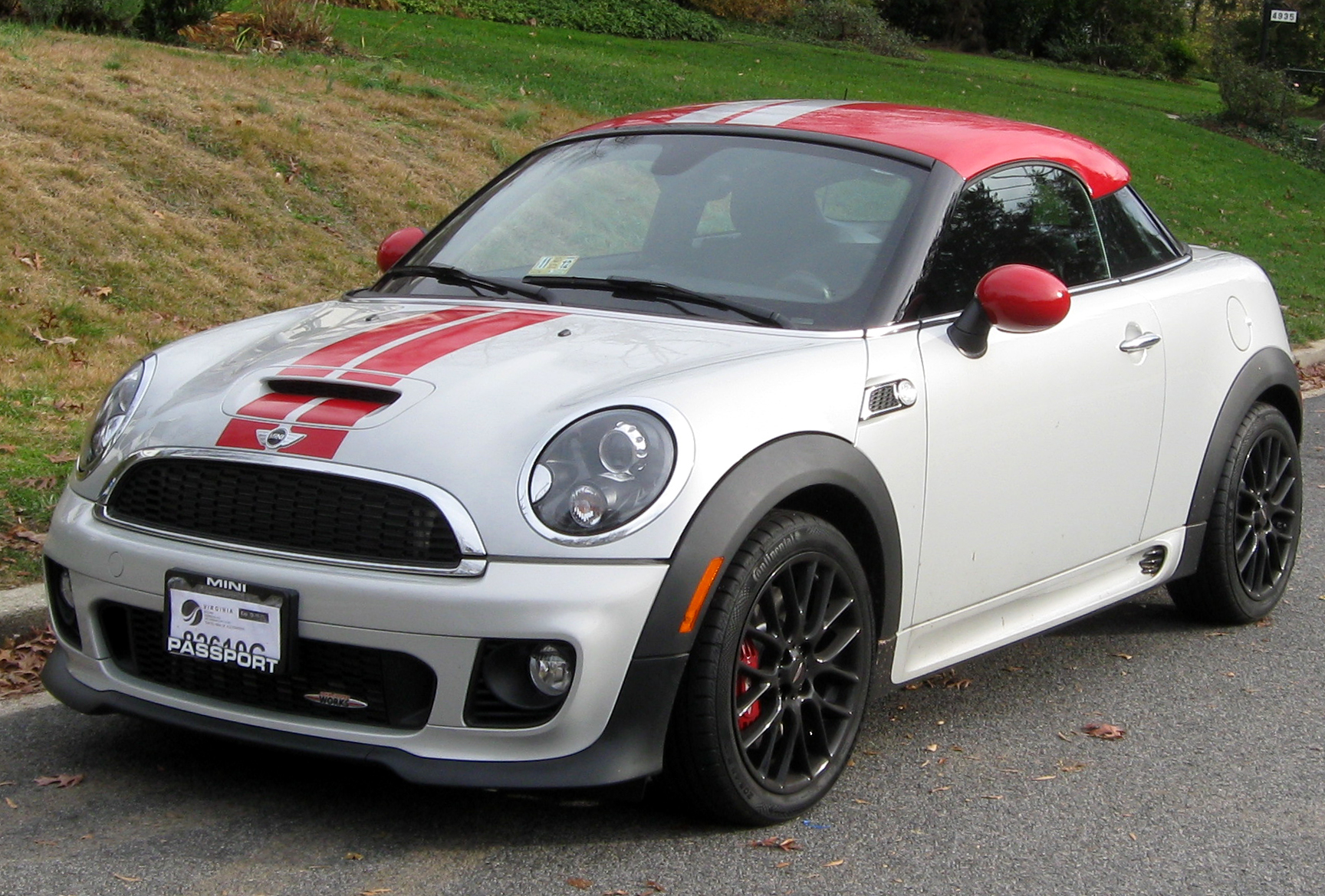
MINI John Cooper Works Coupé 2011 (USA)
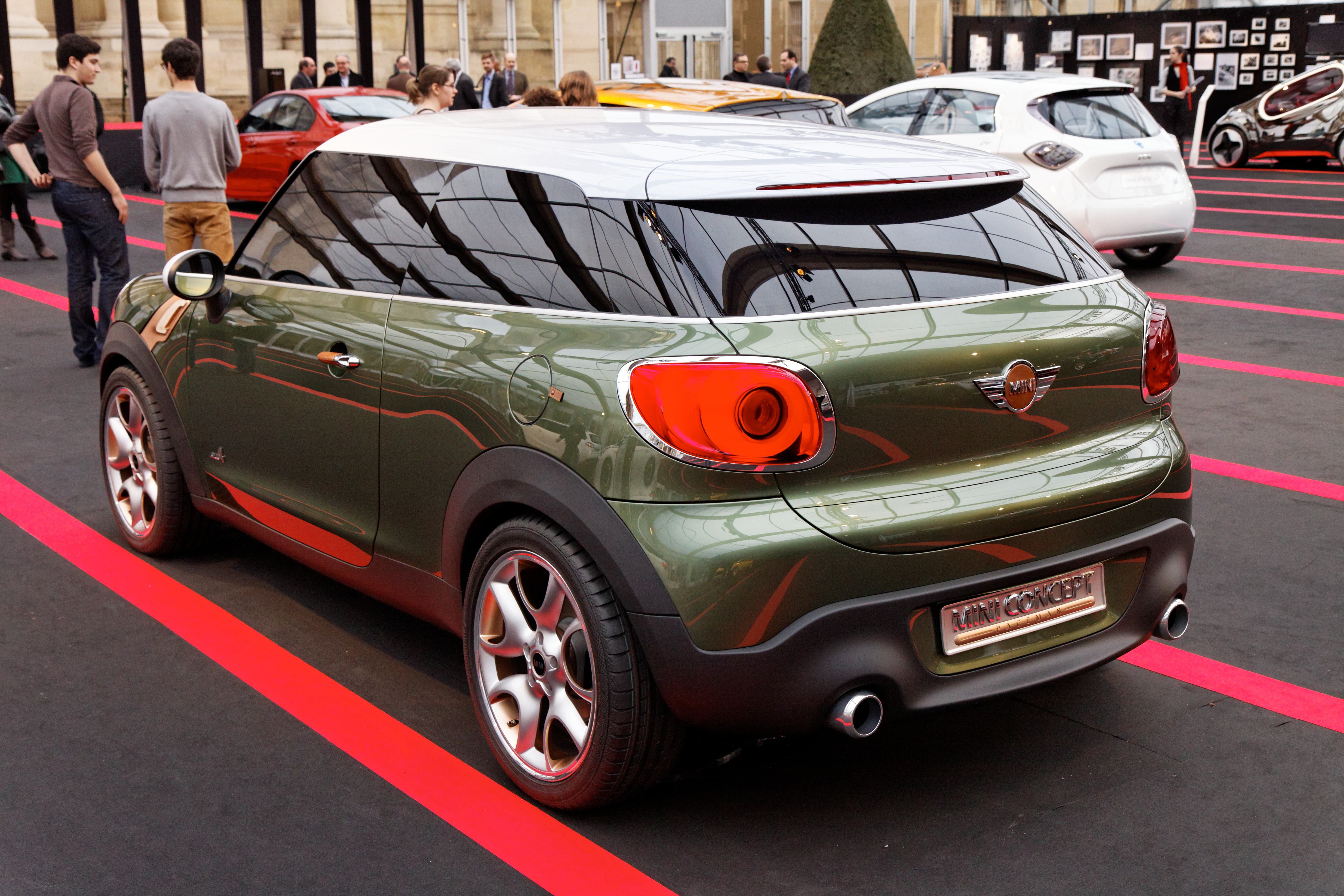
MINI Paceman på bilsalongen i Detroit 2012

## Generation 3
Den tredje generationen av MINI gjorde debut på marknaden 2014. Trecylindriga bensinmotorer med turbo används nu i flera av modellerna och en annan nyhet är att det finns en vanlig 5-dörrars halvkombi. 

### Motorer
| Bensinmodeller         | Bensinmodeller                                         | Bensinmodeller | Bensinmodeller                     | Bensinmodeller            | Bensinmodeller    |
| Modell                 | Motortyp                                               | Cylindervolym  | Effekt                             | Vridmoment                | Produktionsperiod |
| ---------------------- | ------------------------------------------------------ | -------------- | ---------------------------------- | ------------------------- | ----------------- |
| MINI One First         | 1,2 liter, Twin Scroll-turbo, 3 cylindrar, 12 ventiler | 1198 cm3       | 55 kW (75 hk) vid 4 250 varv/min   | 150 Nm vid 1 400 varv/min | 2014 – 2023       |
| MINI One               | 1,2 liter, Twin Scroll-turbo, 3 cylindrar, 12 ventiler | 1198 cm3       | 75 kW (102 hk) vid 4 250 varv/min  | 180 Nm vid 1 400 varv/min | 2014 – 2023       |
| MINI Cooper            | 1,5 liter, Twin Scroll-turbo, 3 cylindrar, 12 ventiler | 1499 cm 3      | 100 kW (136 hk) vid 4 500 varv/min | 220 Nm vid 1 250 varv/min | 2014 – 2023       |
| MINI Cooper S          | 2,0 liter, Twin Scroll-turbo, 4 cylindrar, 16 ventiler | 1998 cm 3      | 141 kW (192 hk) vid 4 700 varv/min | 280 Nm vid 1 250 varv/min | 2014 – 2023       |
| MINI John Cooper Works | 2,0 liter, Twin Scroll-turbo, 4 cylindrar, 16 ventiler | 1998 cm 3      | 170 kW (231 hk) vid 5 200 varv/min | 320 Nm vid 1 250 varv/min | 2015 – 2023       |
| Dieselmodeller         |                                                        |                |                                    |                           |                   |
| MINI One D             | 1,5 liter, 3 cylindrar, Common rail turbodiesel        | 1496 cm 3      | 70 kW (95 hk) vid 4 000 varv/min   | 220 Nm vid 1 750 varv/min | 2014 – 2023       |
| MINI Cooper D          | 1,5 liter, 3 cylindrar, Common rail turbodiesel        | 1496 cm 3      | 85 kW (116 hk) vid 4 000 varv/min  | 270 Nm vid 1 750 varv/min | 2014 – 2023       |
| MINI Cooper SD         | 2,0 liter, 4 cylindrar, Common rail turbodiesel        | 1995 cm 3      | 125 kW (170 hk) vid 4 000 varv/min | 360 Nm vid 1 500 varv/min | 2014 – 2023       |

### Bildgalleri 3:e generationen

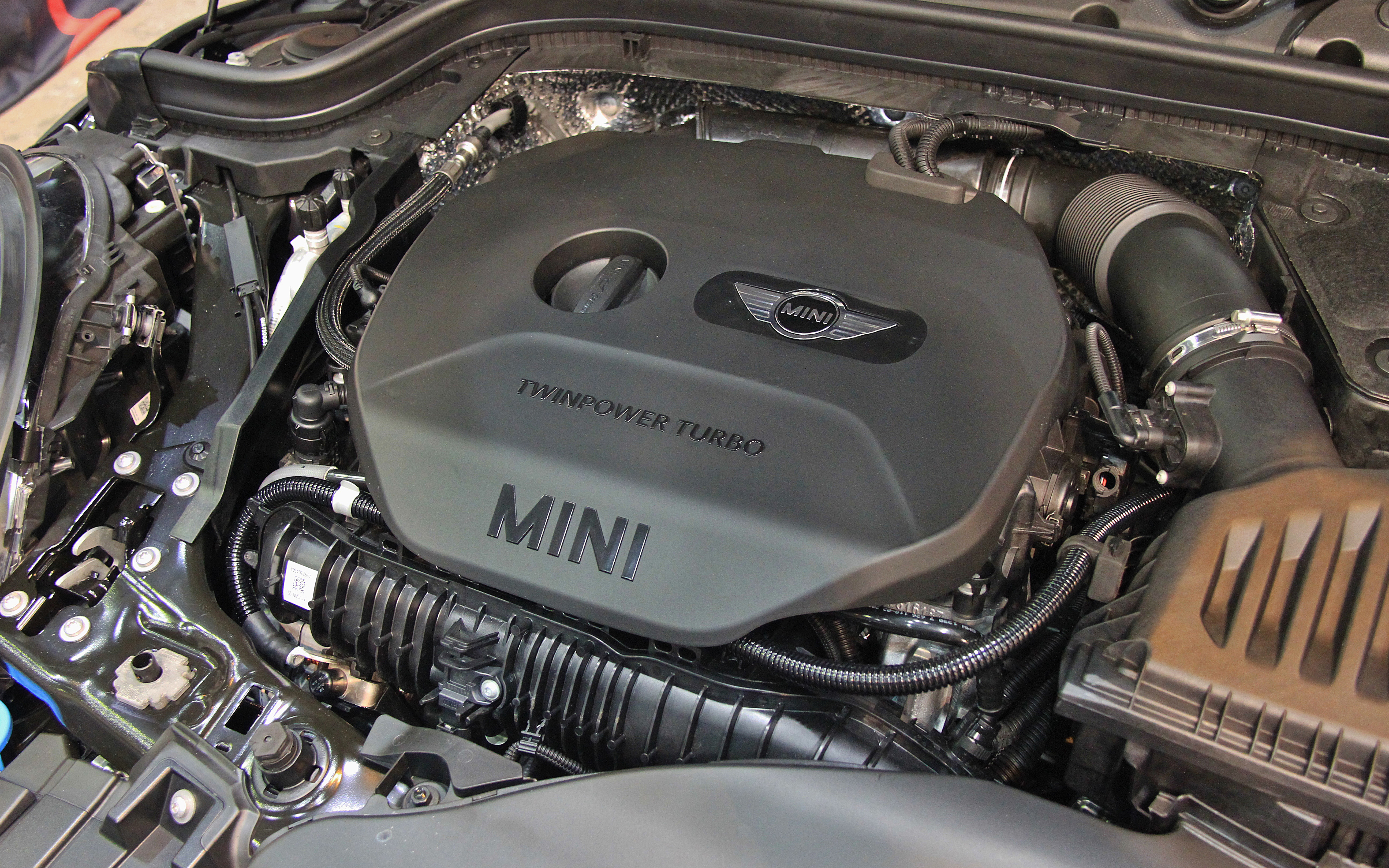
2,0-litermotorn i MINI Cooper S
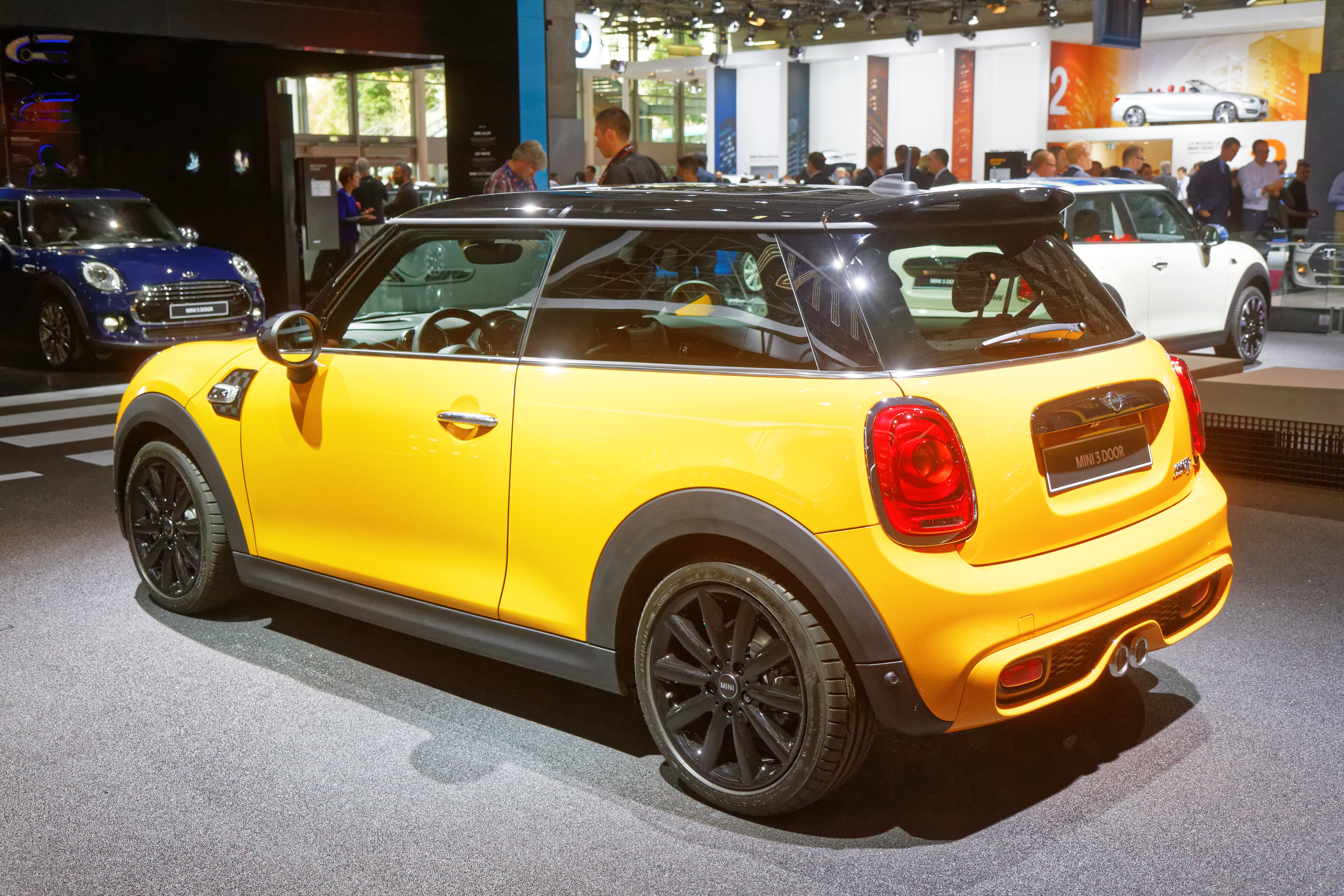
MINI Cooper 3-dörrars 2014
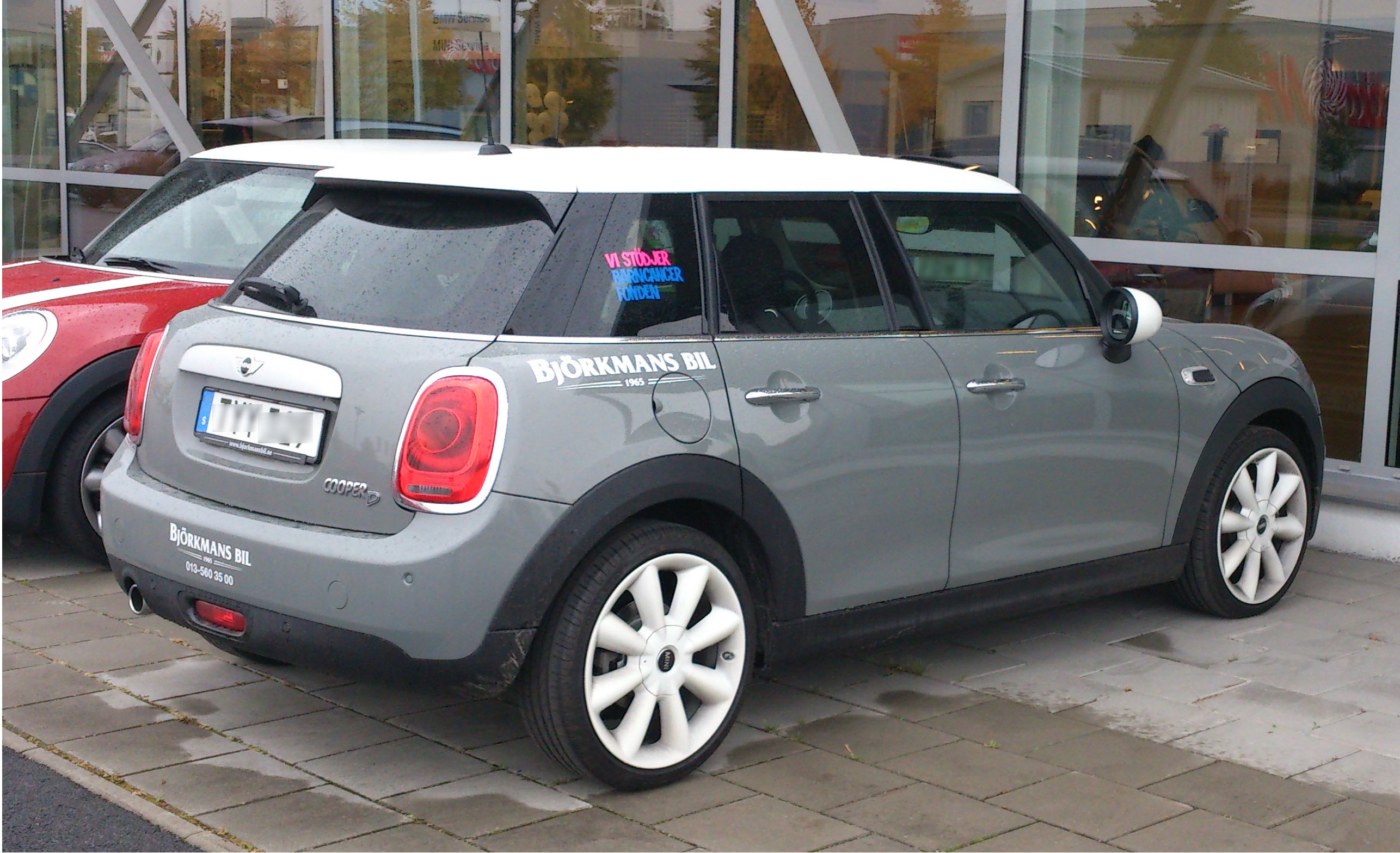
MINI Cooper D 5-dörrars 2015
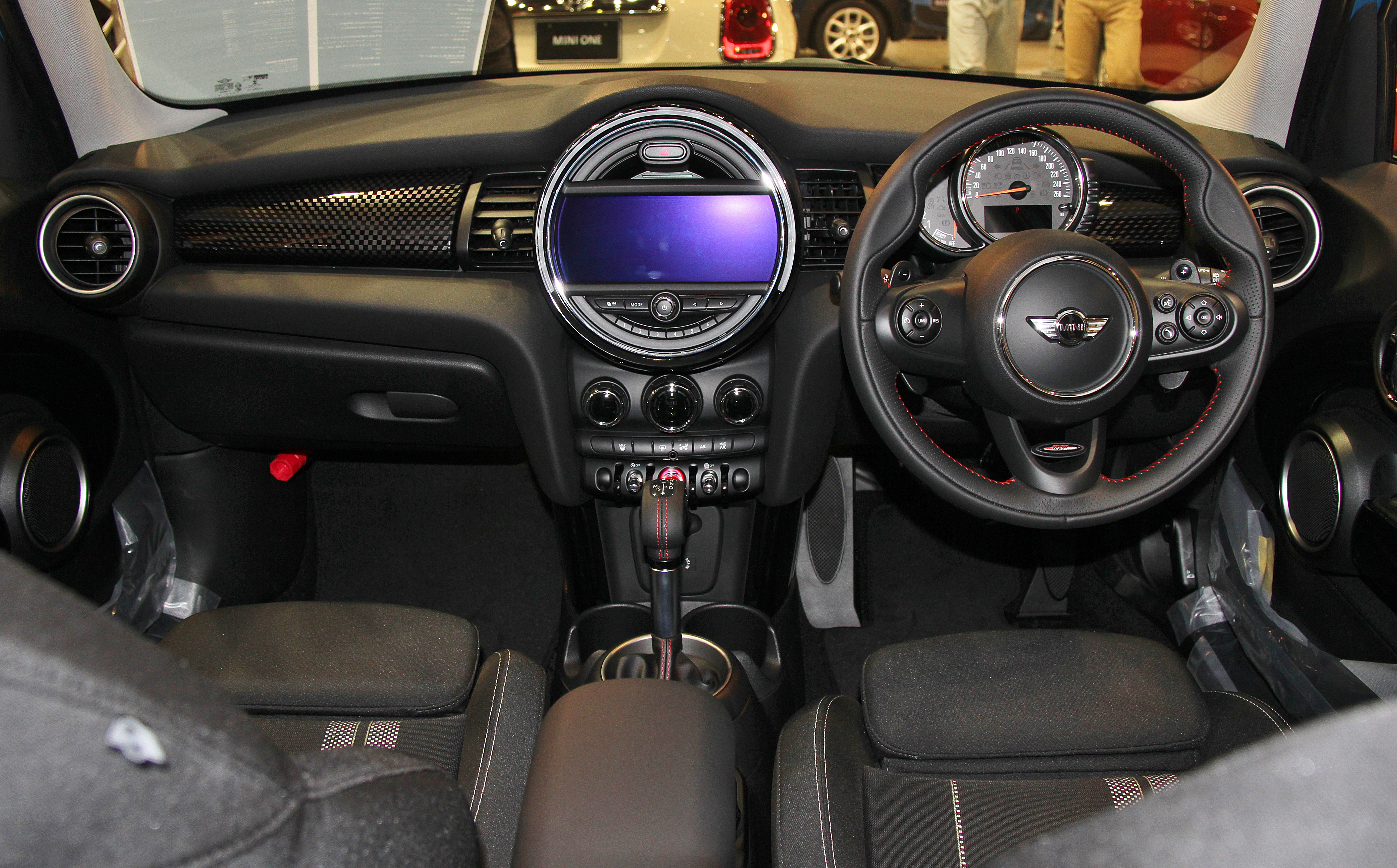
MINI Cooper S instrumentpanel
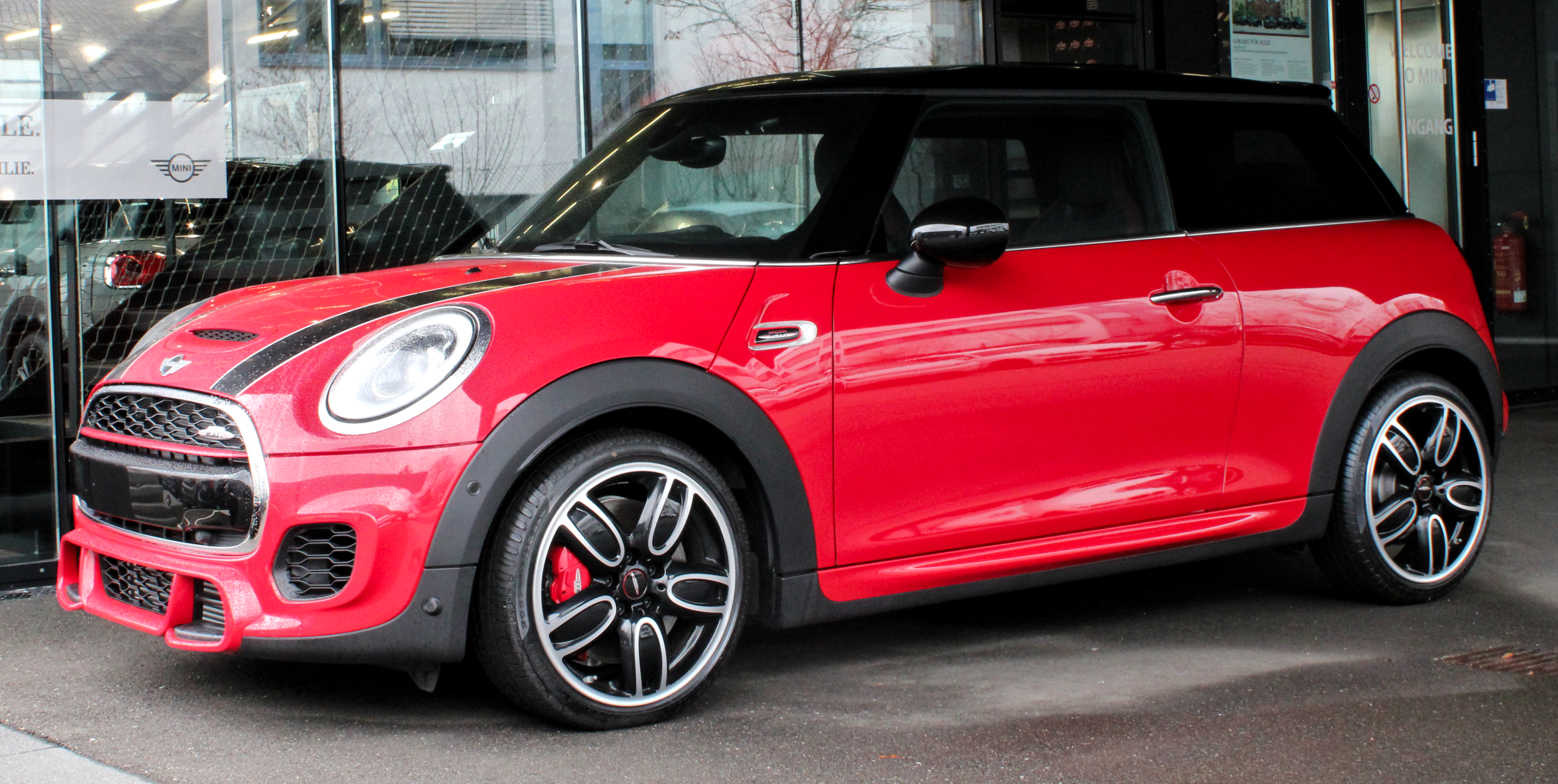
MINI John Cooper Works

## Generation 4
Den fjärde generationen av MINI med förbränningsmotor bygger vidare på samma teknik som sin föregångare. Designen, både exteriör och interiör, har uppdaterats i stil med den kinesiskbyggda Mini Electric som introducerades hösten 2023.

### Motorer
| Bensinmodeller | Bensinmodeller                                         | Bensinmodeller | Bensinmodeller  | Bensinmodeller | Bensinmodeller    |
| Modell         | Motortyp                                               | Cylindervolym  | Effekt          | Vridmoment     | Produktionsperiod |
| -------------- | ------------------------------------------------------ | -------------- | --------------- | -------------- | ----------------- |
| MINI Cooper C  | 1,5 liter, Twin Scroll-turbo, 3 cylindrar, 12 ventiler | 1499 cm 3      | 115 kW (156 hk) |                | 2024 –            |
| MINI Cooper S  | 2,0 liter, Twin Scroll-turbo, 4 cylindrar, 16 ventiler | 1998 cm 3      | 150 kW (204 hk) |                | 2024 –            |

## Framtida bilar och konceptbilar

### Mini ACV30 (1997)
Den första designstudien som Rover presenterade som en ny Mini var ACV30 vilken var skapad för att fira 30-årsjubileet av Minis vinst i 1967 års Monte Carlo-rally, där bokstavskombinationen ACV står för Anniversary Concept Vehicle.
ACV30 var baserad på den mittmotorförsedda och bakhjulsdrivna MG F och uppvisade flera drag som återkom på den slutgiltiga nya Minin 2001, som exempelvis svarta A-stolpar, svulstiga markerade hjulhus och vitt tak. Konceptbilens design tillskrevs Adrian van Hooydonk och Frank Stephenson vilka arbetade för BMW.

### MINI (2000)
Innan försäljningen av den nya generationen MINI inleddes år 2001, visades prototyper upp på 2000 års upplaga av Bilsalongen i Paris. Dessa bilar var i huvudsak identiska med de bilar som senare kom att sättas i produktion, förutom att de uppvisade kulörerna ('Candy Blue' och 'Flamenco Orange') aldrig kom att användas på några produktionsbilar.
BMW menade att MINI inte var någon retro-designad bil, utan snarare en förädling av den ursprungliga formgivningen – ”hur Mini skulle ha utvecklats om den kontinuerligt hade förbättrats under årens lopp”, som företaget uttryckte det vid den tiden. Alla fönsterstolpar doldes bakom glas, och gav intrycket av en oavbruten glaslinje runt hela bilen, och inredningen kunde ses som en modern tolkning ursprungsmodellens karaktäristiska instrumentering med en centralt placerad hastighetsmätare. Strålkastarna och grillen integrerades i motorhuven så att hela fronten lyftes upp när man ville komma åt motorutrymmet.

### MINI Hydrogen Concept (2001)
På Bilsalongen i Frankfurt år 2001 visade MINI en vätgasdriven konceptbil, vars drivkälla utgick från den 1,6-liters standard förbränningsmotor som satt i produktionsbilarna.

### MINI Traveller Concept (2005)

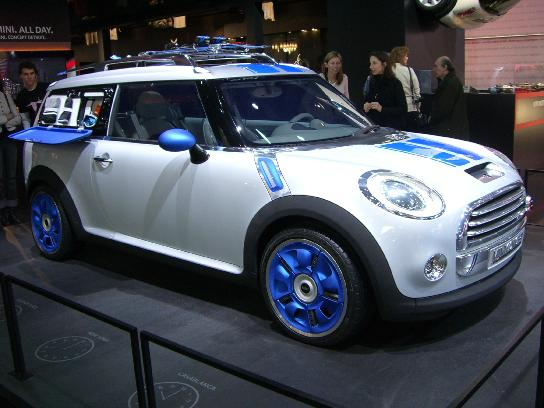
MINI Traveller konceptbil fotograferad vid 2006 års North American Auto Show i Detroit

På 2005 års bilsalong i Frankfurt am Main visade MINI en retroversion av den klassiska stationsvagnen Mini Traveller. Denna konceptbil hade fått utökad hjulbas, två sidohängda bakdörrar och separata bakstolar i motsats till baksoffan i den vanliga MINI:n. Vid bilsalongen i Tokyo visades konceptet åter upp, men försedd med ytterligare några nya grepp – en rund taksektion som kunde demonteras och användas som campingbord med fyra hopfällbara stolar samt bakre sidorutor ersatta med skåp innehållande bestick, muggar och tallrikar. Ytterligare en version presenterades på bilsalongen i Detroit, utan bordet och stolarna men med den genomgripande omarbetad interiör.
År 2008 presenterades slutligen en produktionsmodell av konceptbilen Traveller, men under namnet MINI Clubman.

### MINI Crossover Concept (2008)
Konceptbilen MINI Crossover premiärvisades 2008 på bilsalongen i Paris. Den var över 4 meter lång, hade 4-hjulsdrift med stora hjul och var en kombimodell med en stor bagagelucka försedd med en nedvevbar fönsterruta. Instrumentpanelen var utrustad med en centralt placerad stor glaskula som man kallade 'Mini Centre Globe', och som innehöll teknologi för att projicera navigationssystem och filmer i 3D-format. En produktionsmodell baserat på detta koncept lanserades 2010 som Mini Countryman.

### MINI E (2008)

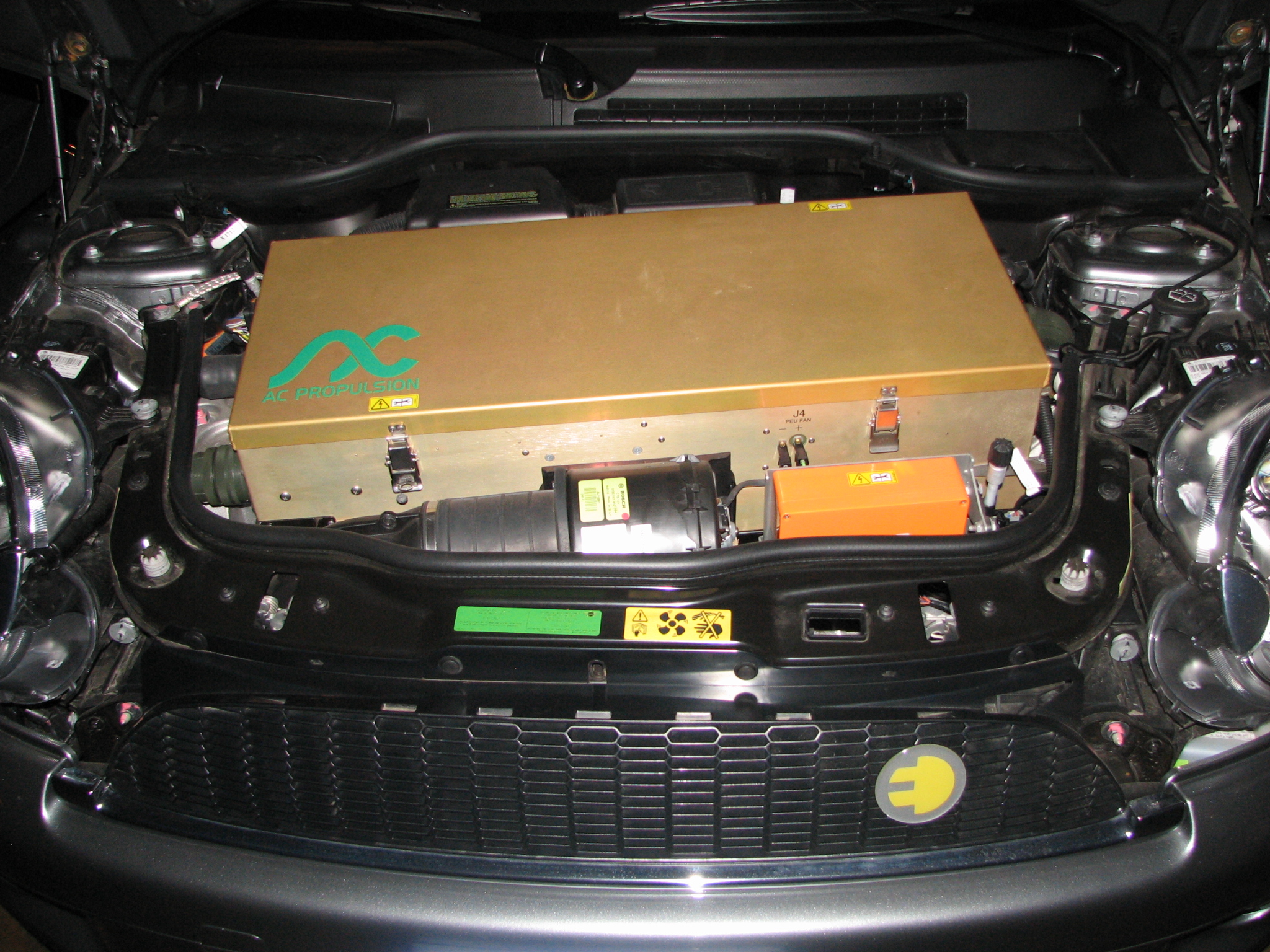
MINI E under motorhuven

Elbilen MINI E presenterades på LA Auto Show i Los Angeles. Bilen var en vanlig MINI som dock drevs av en elektrisk asynkronmotor vilken utvecklade 204 kh (150 kW). Toppfarten var 153 km/h och räckvidden var 251 km på en laddning under den mest gynnsamma förhållandena. Kraftkällan bestod av en uppsättning Li-jonbatterier med en kapacitet av 35 kWh (130 MJ). Batterierna vägde 259 kg och ersatte platsen för baksätet.
Modellen byggdes i mycket begränsad upplaga och var uteslutande avsedd för storskaliga tester dels i USA (Los Angeles och New York) och dels i England under åren 2009 – 2011, varefter bilarna lämnades tillbaka till tillverkaren för undersökningar och tester för att därefter skrotas. Med de erfarenheter som man dragit av detta och andra försök har BMW för avsikt att introducera en elbil under eget märke (BMW i) under 2010-talet.

### MINI Coupé Concept och MINI Roadster Concept (2009)
På Frankfurt-salongen 2009 presenterades dels en tvåsitsig coupémodell, dels en tvåsitsig cabriolet som konceptbilar. Dessa var försedda med en motor från John Cooper Works, hade kromad grillsarg från "MINI Cooper S" men med in innerdelen i samma kulör som karossen. De första pressbilderna på Coupén släpptes den 26 augusti 2009, exakt 50 år efter det att den första klassiska Mini presenterades för allmänheten.
Båda modellerna sattes senare i produktion – Coupén år 2011 och Roadstern året därefter.

### MINI Beachcomber Concept (2009)

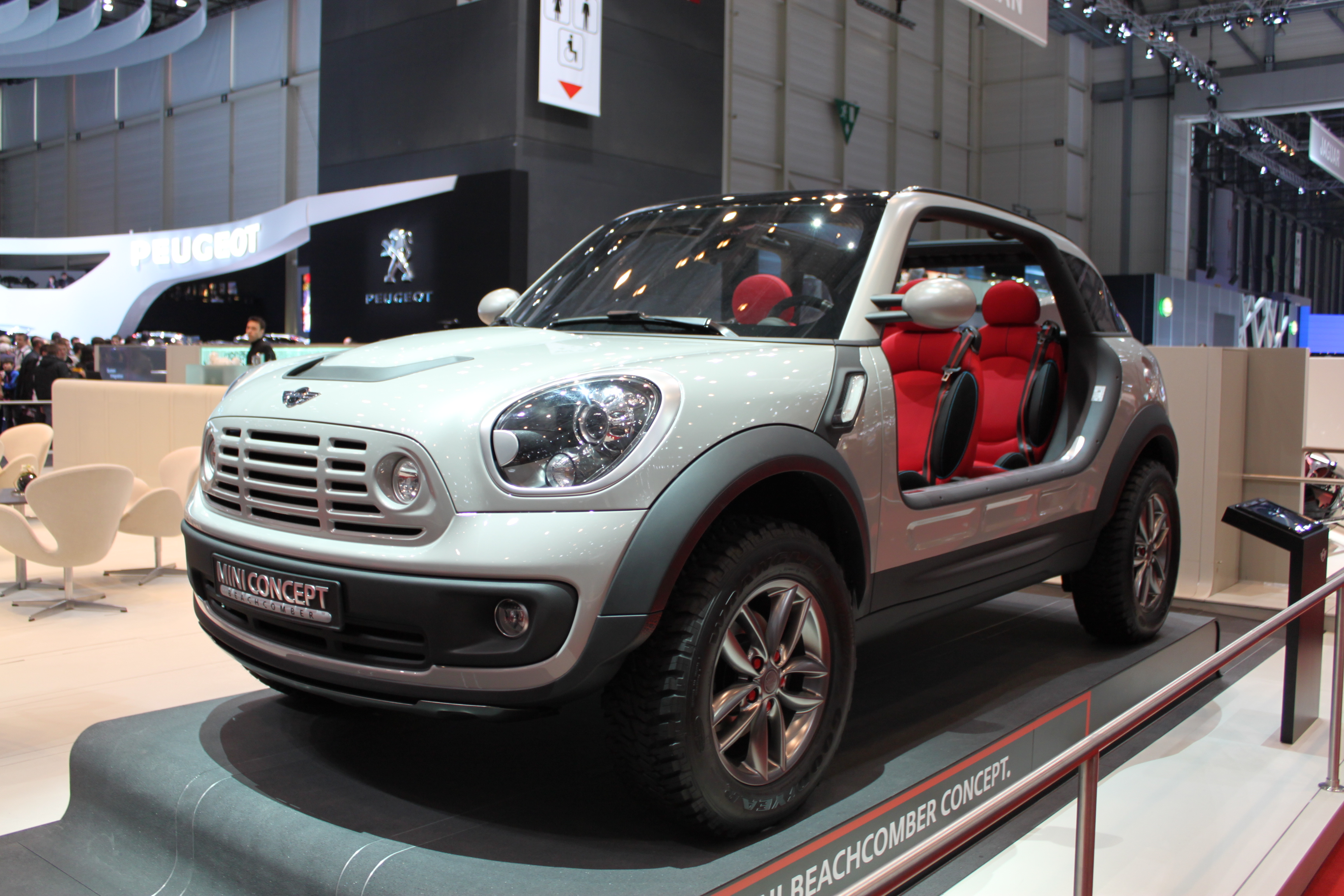
MINI Beachcomber på Internationella bilsalongen i Genève 2010

Man hade låtit sig inspireras av den gamla öppna 1960-tals modellen Mini Moke när man visade upp MINI Beachcomber för allmänheten på Detroit-salongen i januari 2010. Chassit var baserat på konceptbilen MINI Countryman och var i avsaknad av såväl dörrar som tak för att ge ett maximalt uttryck av frihetskänsla inne i en bil.

### MINI Paceman (2011)
Lagom till 10-årsjubileet i USA för nya generationen av Mini presenterades Mini Paceman som konceptbil under Detroit-mässan i januari 2011. Den var baserad på den då nyligen lanserade MINI Countryman, med liknande inredning, samma motoralternativ och allhjulsdrift. Från vindrutan och bakåt var dock bilen nykonstruerad och hade lånat drag av konceptbilen MINI Coupé vilken presenterades 2009.
MINI Paceman sattes i produktion 2013 som en 3-dörrars sportigare variant av MINI Countryman och kallas i "Sports Activity Coupe".

### MINI Rocketman Concept (2011)

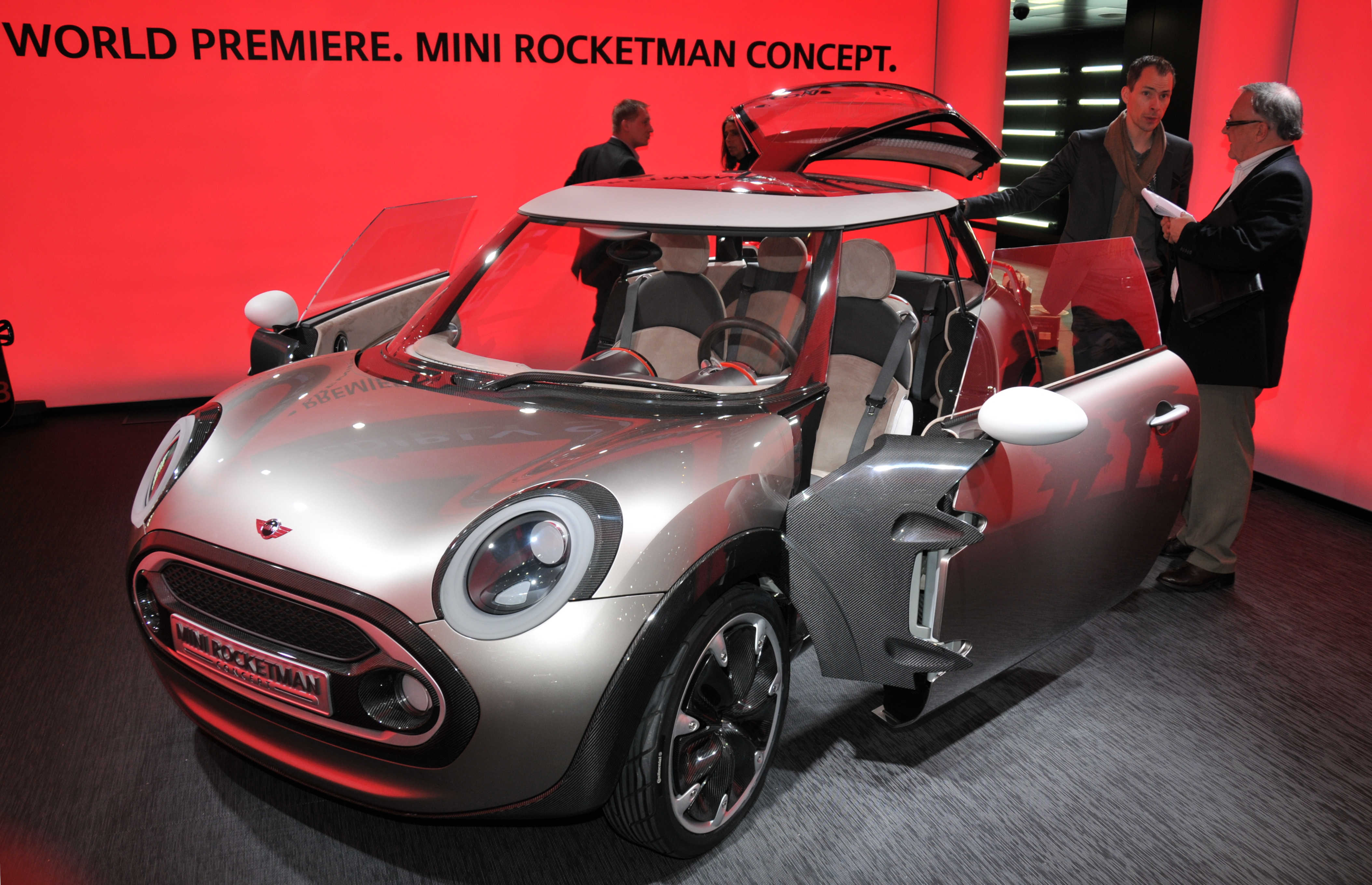
MINI Rocketman på Internationella bilsalongen i Genève 2011

MINI Rocketman presenterades 2011 på Genève-salongen som en konceptbil. Bilen var cirka 30 cm kortare än en standard-MINI och alltså inte mycket större än den bil som presenterades 1959. Konceptbilen hade ett glastak med den Union Jack-flaggan etsad i glaset. Dörrarna var konstruerade i kolfiber och modellen framhölls som en mycket bränslesnål bil.
År 2012 meddelade BMW att man inte hade för avsikt att sätta bilen i serieproduktion.

### MINI Clubvan (2012)
Vid 2012 års Genève-salong visade man för första gången MINI Clubvan för allmänheten. Bilen är baserad på MINI Clubman men utan baksäte och bakre sidorutor och är det första nyttofordonet från bilmärket sedan modellen Mini Van slutade tillverkas 1982.
BMW meddelade att MINI Clubvan skulle sättas i produktion under 2013.